# Kikkers
Kikkers of kikvorsen (Anura) zijn een van de drie groepen van amfibieën, naast de salamanders (Caudata) en de wormsalamanders (Gymnophiona). Kikkers zijn hiervan verreweg de grootste groep; van de ongeveer 8400 soorten amfibieën behoort grofweg 88% tot de kikkers. Er zijn tegenwoordig bijna 7600 verschillende soorten kikkers beschreven. Kikkers hebben een vrijwel wereldwijde verspreiding en leven in sterk uiteenlopende habitats.
Kikkers behoren tot de gewervelde dieren, ze hebben vier poten maar geen staart en verschillen hiermee van de meeste andere amfibieën. Alle kikkers hebben een afgeplat, peervormig lichaam en uitpuilende ogen. De kop en bek zijn breed, de lange achterpoten zijn sterk gespierd en goed ontwikkeld. Kikkers zijn de enige dieren die een kwaakblaas hebben en hiermee soortspecifieke geluiden maken om elkaar te lokken. Net als andere amfibieën zijn kikkers koudbloedig, hierop is zowel de bloedsomloop als de ademhaling aangepast. Een aantal soorten houdt een zomerrust of winterslaap om erg warme respectievelijk koude jaargetijden te doorstaan.
De ontwikkeling van de larve tot volwassen kikker is uniek binnen de gewervelden. Kikkers doorlopen een volledige metamorfose waarbij de larve er totaal anders uitziet dan de volwassen kikker.
Kikkers eten een breed scala aan prooien, meestal kleine dieren als insecten en andere ongewervelden. De grotere soorten eten soms kleine gewervelden. Kikkers hebben daarnaast vele natuurlijke vijanden, zoals vissen, vogels, zoogdieren en reptielen. Veel soorten worden direct of indirect bedreigd door de mens, een aantal soorten is hierdoor sterk bedreigd of uitgestorven.
Sinds 1985 is het aantal beschreven amfibieën met meer dan een derde toegenomen, dit geldt met name voor de kikkers. De indeling van de kikkers is door deze constante aanvoer van nieuwe inzichten sterk aan verandering onderhevig. Het feit dat sommige soorten pad worden genoemd is hier een voorbeeld van, dit heeft tegenwoordig geen wetenschappelijke basis meer. In dit artikel worden alle soorten daarom verder met kikker aangeduid.

## Naamgeving
De wetenschappelijke naam Anura betekent letterlijk zonder (ἀ- a-) staart (οὐρά oura). Dit is het grootste verschil met de andere groepen van amfibieën die wel een staart hebben. Kikkers ontwikkelen overigens net als andere groepen van amfibieën wel een staart maar deze gaat weer verloren tijdens de metamorfose.

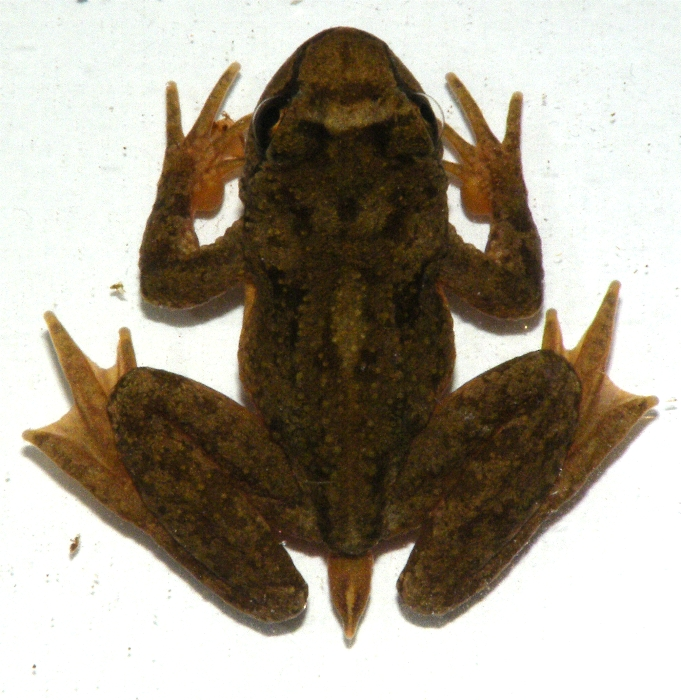
Kikkers hebben nooit een staart. De mannelijke staartkikker heeft wel een staartachtige structuur maar dit is een uitstulping van de cloaca.

De eerste die deze groep een wetenschappelijke naam gaf, was Josephus Nicolaus Laurenti, die er in 1768 de naam Salientia voor publiceerde, afgeleid van het Latijnse werkwoord salire, dat 'springen' betekent. Nadat André Marie Constant Duméril in 1805 de naam 'anoures' had bedacht, en die naam in 1813 door Johann Gotthelf Fischer von Waldheim als 'Anuri' werd overgenomen, raakte Laurenti's naam in onbruik.
De Latijnse namen voor kikker (rana) en pad (bufo) en de Griekse naam voor kikker (βάτραχος batrachos) worden vaak gebruikt in termen die slaan op aan kikkers verwante zaken, zoals bufotoxine voor het gif van padden. Daarnaast dragen sommige andere dieren en planten de naam -kikker of -pad, al slaat de naam niet altijd op de diergroep. De term kikkererwt (ook wel keker) bijvoorbeeld heeft niets met kikkers te maken maar is afgeleid van de wetenschappelijke naam van het plantengeslacht erwt (Cicer). Veel dieren die enigszins op een kikker of pad lijken worden benoemd naar kikkers, zoals de padhagedissen en verschillende soorten vissen. Voorbeelden zijn de paddenvis (Batrachus grunniens) en de vorskwab (Raniceps raninus), waarbij de wetenschappelijke naam twee keer verwijst naar rana. De vorskwab lijkt niet op een volwassen kikker maar lijkt op een groot uitgevallen kikkervisje met zijn brede en bolle kop en zwarte kleur. De slakken behorend tot de familie Bursidae worden padden- of kikkerhorens genoemd, wat waarschijnlijk slaat op de ruwe structuur en de vlekkerige kleur van de schelp.
De herkomst van de Nederlandse naam kikker of kikvors is onzeker, maar hij wordt meestal als klanknabootsend beschouwd. De oudere naam vors of vorse is hetzelfde als het Duitse Frosch en ook verwant met het Engelse frog; de verdere herkomst van deze Germaanse woorden is eveneens niet duidelijk. Binnen de Nederlandse taal zijn er verschillende dialecten die een groot aantal verschillende woorden voor 'kikker' kunnen hebben. Een voorbeeld is het Limburgs, waar de kikker, afhankelijk van de regio, onder andere bekendstaat als kwakker, kwakvors, paddenmoek, vros, kikmauw en kruts. In andere dialecten komt men onder meer ook wel puit, pudde en work tegen.

## Verspreiding

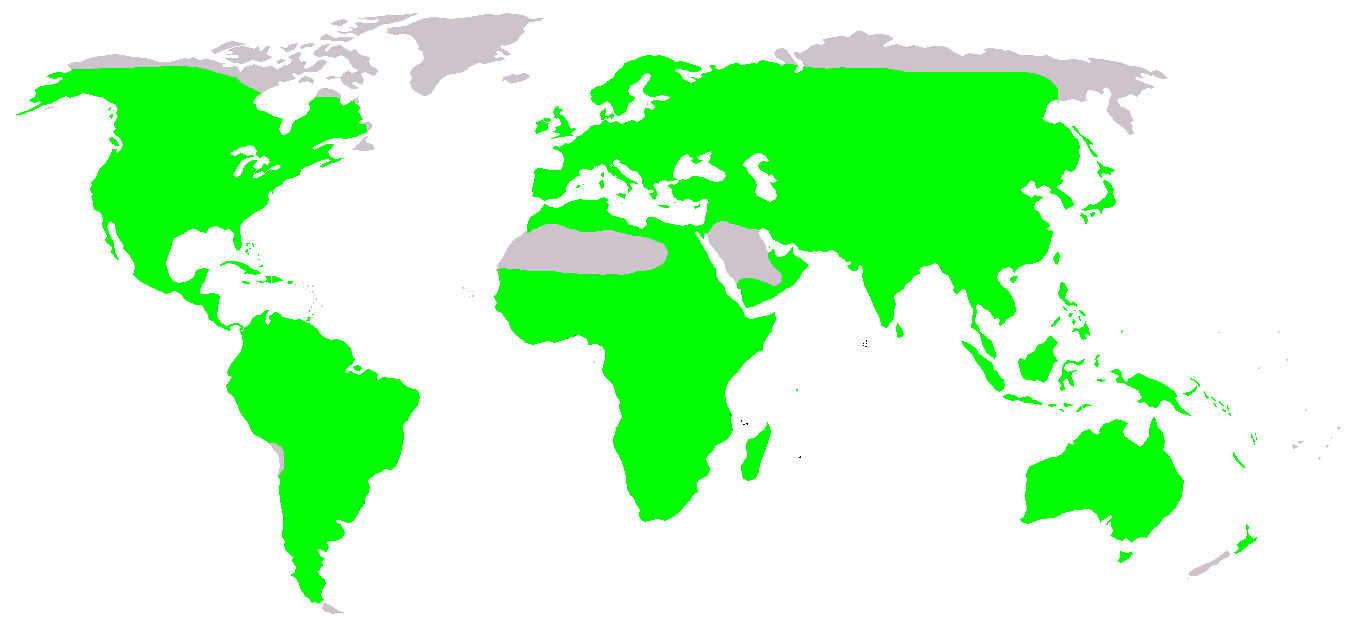
Wereldwijde verspreiding van de kikkers in het groen.

Van alle amfibieën hebben de kikkers het grootste verspreidingsgebied, zo komen in Australië geen salamanders voor, de kikkers zijn hier juist sterk vertegenwoordigd. Kikkers komen vrijwel wereldwijd voor, zowel in tropische, subtropische als gematigde gebieden, maar zelfs in zeer koude gebieden zoals dicht bij de Noordpool komen enkele soorten voor.
In Noord- en Zuid-Amerika komen kikkers voor van noordelijk Canada (met uitzondering van het uiterste oosten) tot Chili. Slechts in een deel van het Andesgebergte in het westen van Chili en op Vuurland komen geen soorten voor. In Afrika hebben de kikkers zich over het gehele continent verspreid, op de Saharawoestijn na. Op het Arabisch Schiereiland ontbreken de kikkers alleen in het centrale deel en in Azië ontbreken ze alleen in een noordelijke strook dicht bij de Noordpool. Europa is het enige continent waar de soorten overal voorkomen, tot in het noorden van Scandinavië. De gewone pad (Bufo bufo) heeft de noordelijkste verspreiding en komt voor tot het noorden van Noorwegen.
Het verspreidingsgebied dekt ook bijna het gehele vasteland en grotere eilanden van Oceanië. Op Zuidereiland, dat tot Nieuw-Zeeland behoort, ontbreken de kikkers evenals op vele geïsoleerde oceanische eilandjes. Kikkers komen tegenwoordig niet voor op Antarctica, er zijn hier echter wel fossiele resten van kikkers gevonden.
Het verspreidingsgebied verschilt vaak per familie; zo zijn de echte kikkers vrijwel kosmopolitisch, de schuimnestboomkikkers komen alleen voor in Europa, Azië en Afrika. Kleinere families hebben door het lage soortenaantal in de regel een meer geïsoleerde verspreiding, zo leven de Australische fluitkikkers alleen in Australië en Nieuw-Guinea, de staartkikkers zijn endemisch in Nieuw-Zeeland.

### In het Nederlandse taalgebied
In de Antillen, Suriname, Nederland en België komen ongeveer 125 verschillende soorten kikkers voor die vanwege de geografische variatie en daarmee gepaard gaande sterke verschillen in begroeiing, luchtvochtigheid en temperatuur tot verschillende families behoren en een grote vormenrijkdom kennen.
In Europa leven ongeveer vijftig soorten waarvan er een aantal ook in Nederland en België voorkomt. In gematigde streken zoals West-Europa komen relatief minder soorten voor dan in subtropische streken. Vrijwel alle soorten die in de Benelux voorkomen zijn hier vrij zeldzaam tot sterk bedreigd. Alle soorten zijn beschermd en vele staan op de rode lijst. Voor veel soorten geldt echter dat ze in andere delen van Europa nog algemeen voorkomen. Met een aantal soorten gaat het in Nederland de laatste tijd beter, omdat natuurbeheer en verbeterde waterkwaliteit zijn vruchten af begint te werpen. Een voorbeeld hiervan is de boomkikker (Hyla arborea) hoewel alleen plaatselijke successen zijn geboekt. In Nederland en België komen elf soorten inheemse kikvorsachtigen voor die tot verschillende families behoren. De Amerikaanse stierkikker is een exoot uit Amerika.
Op de Nederlandse Antillen (ABC-eilanden) komen oorspronkelijk geen kikkers voor, de eilanden zijn geografisch gezien te geïsoleerd. Wel zijn enkele soorten geïntroduceerd, zoals de fluitkikker Eleutherodactylus johnstonei (familie Eleutherodactylidae) op Curaçao en Pleurodema brachyops (familie fluitkikkers) op Aruba
In Suriname komen iets meer dan honderd soorten kikkers voor uit twaalf verschillende families. De soorten behoren tot de families Aromobatidae (5), Brachycephalidae (7), padden (6), glaskikkers (5), pijlgifkikkers (3), fluitkikkers (22), smalbekkikkers (8), tongloze kikkers (3), echte kikkers (1) en ten slotte de boomkikkers, waartoe de meeste soorten behoren (42). Het geslacht Leptodactylus (Leptodactylidae) is met achttien soorten het rijkst vertegenwoordigd. Van sommige soorten wordt vermoed dat ze in Suriname voorkomen maar dit is niet zeker, zoals de eerder vermelde soort Eleutherodactylus johnstonei.

## Habitat

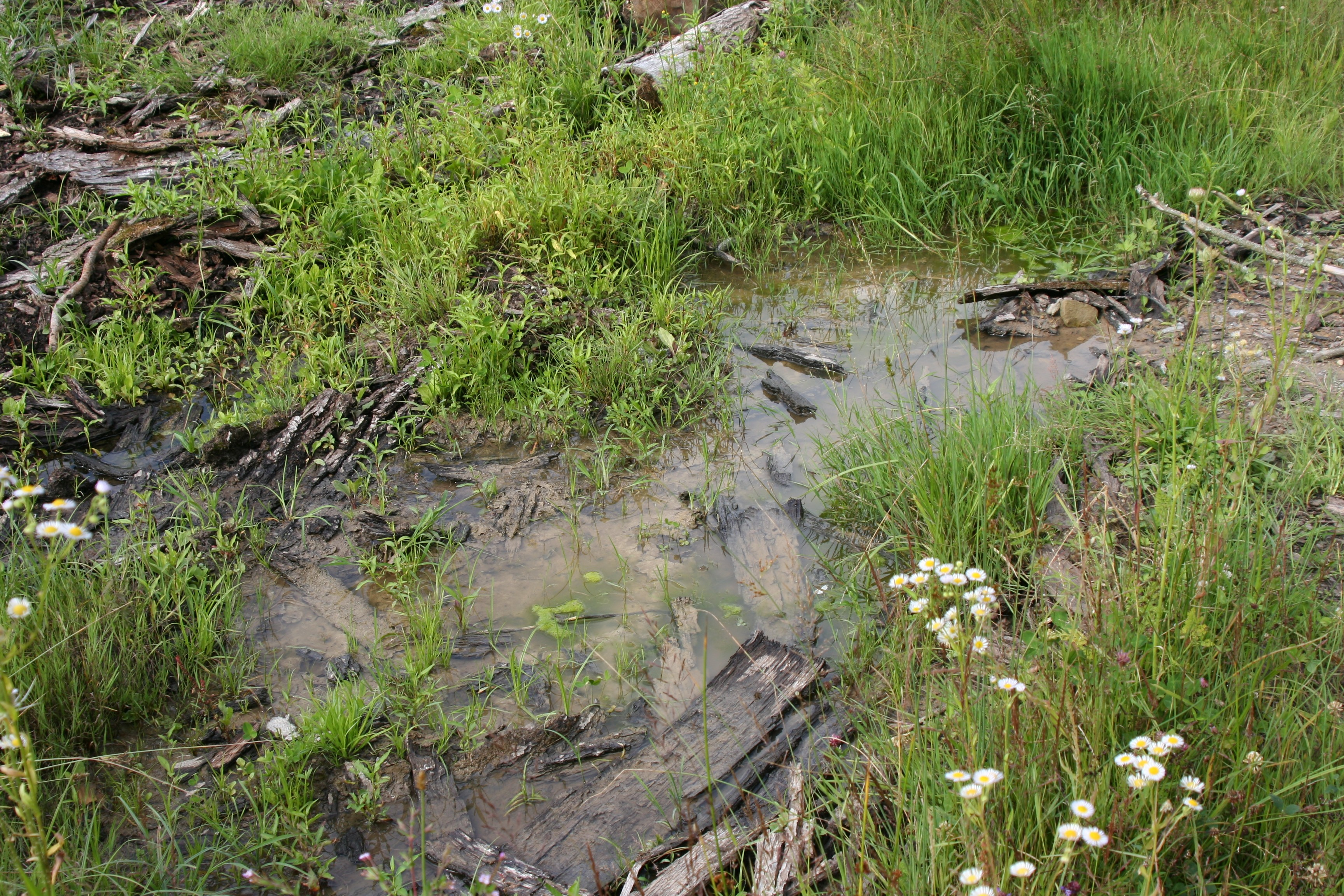
De habitat van de geelbuikvuurpad (Bombina variegata), een typische pioniersoort, bestaat uit ondergelopen weilanden.

Kikkers kunnen in vrijwel alle habitats overleven dankzij hun goed ontwikkelde aanpassingsvermogen. De enige plaats waar ze niet kunnen leven is de zee. Veel soorten kunnen slecht tegen zout water, al is er bij enkele soorten enige tolerantie, zelfs bij kikkerlarven. De meeste soorten leven in tropische regenwouden, op de bodem of in bomen. Ook in moerassen, bossen, heiden, graslanden, ondergelopen weilanden, mangroven en zelfs in woestijnen en berggebieden kunnen ze overleven. Veel soorten zijn aangepast op een specifiek habitat maar velen kunnen ook in andere omgevingen overleven, zodat ze zich ook kunnen handhaven als de omstandigheden drastisch veranderen.
Kikkers zijn wat betreft hun levenswijze op verschillende manieren in te delen, zoals de hoogte waarop ze leven en de afhankelijkheid van water. Sommige soorten leven op de bodem in de strooisellaag tussen de bladeren of klimmen weleens in lage struiken. Een aantal soorten is strikt boombewonend en leeft in bomen tussen de bladeren. Deze verdeling heeft overigens geen enkele relatie met de familie waartoe een soort behoort.
Vrijwel alle kikkers leven weliswaar in vochtige omstandigheden maar betreden alleen in de voortplantingstijd het water om de eieren af te zetten. Ze zijn daarom vaak te vinden bij het water maar veel van deze soorten zijn voornamelijk landbewonend. Ze betreden het water buiten de voortplantingstijd alleen bij gevaar om te ontsnappen aan vijanden. Sommige kikkers zetten echter ook de eieren op het land af en komen nooit in het water. Deze soorten leven vaak wel in zeer vochtige omstandigheden. Andere soorten zijn juist zo sterk aan het water gebonden dat ze nooit aan land komen. De tongloze kikkers bijvoorbeeld kunnen zich op het land moeilijk voortbewegen en kunnen er niet lang overleven. Dergelijke soorten hebben vaak sterke specialisaties op het water die bij andere soorten minder zijn ontwikkeld. Voorbeelden zijn grote zwemvliezen tussen de tenen en een afgeplat lichaam om sneller te kunnen zwemmen.

### Exoten
Een aantal soorten kikkers heeft zich gevestigd in gebieden waar ze eigenlijk niet thuis horen. Dergelijke soorten ontwikkelen zich soms tot een invasieve soort en worden als plaag beschouwd. Dit betekent dat ze zich niet alleen kunnen handhaven en voortplanten in andere gebieden maar ook de inheemse soorten benadelen. Voorbeelden zijn de brulkikker in Europa (onder andere in Nederland en België) en de agapad in Australië. Beide soorten worden wat groter, waardoor ook andere kikkers op het menu staan. Met name de agapad draagt daarnaast een grote gifvoorraad zodat de natuurlijke vijanden in het door de kikker gekoloniseerde gebied niet zijn aangepast op het gif van het dier en kunnen sterven als ze een exemplaar verorberen.

## Uiterlijke kenmerken

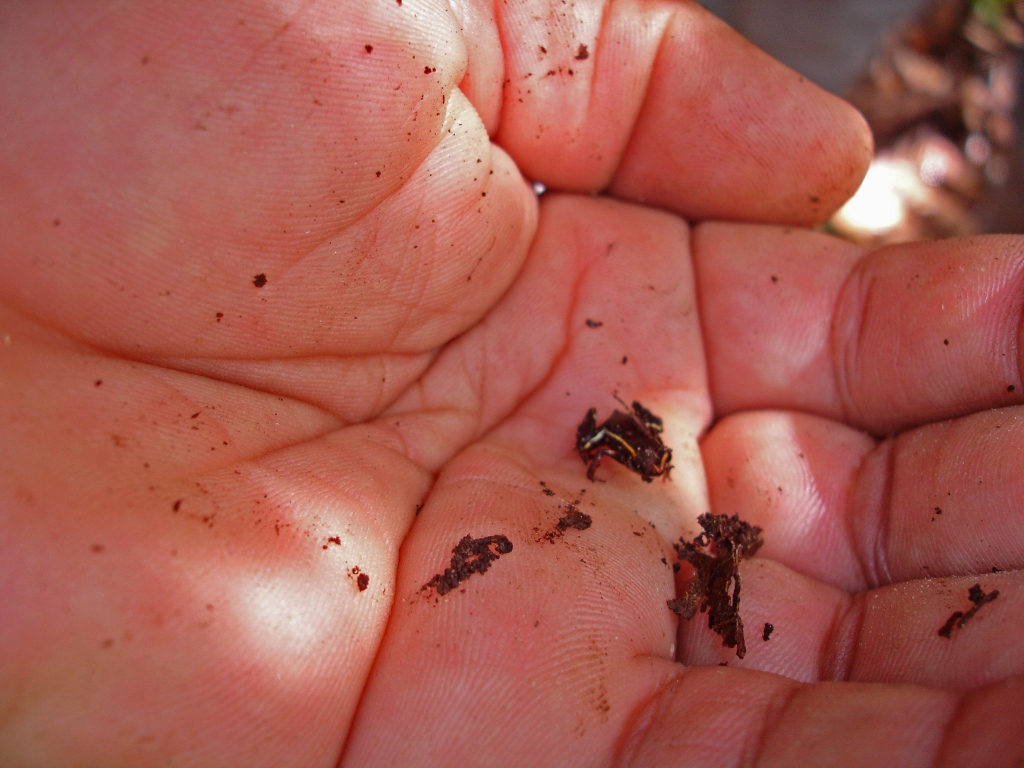
Volwassen exemplaar van de soort Eleutherodactylus iberia.

Alle kikkers hebben eenzelfde bouwplan, waardoor ze van alle andere dieren en amfibieën te onderscheiden zijn. Ook soorten met de meest bizarre vormen zijn herkenbaar als kikker. Kikkers hebben een peervormig, enigszins afgeplat lichaam met een niet door een hals ingesnoerde kop, wat de bewegingsvrijheid van de kop beperkt, en een brede bek. Er zijn enkele uitzonderingen. De tongloze kikkers (Pipidae) hebben een extreem afgeplat lichaam en wijken hiermee af van alle andere families. De trommelvliezen of timpanen zijn bij veel soorten goed te zien. De ogen puilen uit en staan aan de bovenkant van de kop, maar zijn vanaf de bovenzijde niet te zien en bedekt door de oogleden. Alleen bij soorten die meer in het water leven zijn de ogen wat naar boven geplaatst.
Kikkers zijn er in vele vormen en maten. Met name de lengte kan variëren. De kleinste soorten bereiken een lengte van zeven millimeter (Paedophryne amauensis) en een gewicht van ruim minder dan een gram. De grootste worden tientallen centimeters lang en bereiken een gewicht tot meer dan een kilo. Drie van de grootste soorten ter wereld zijn de reuzenpad (Rhinella marina, 17 tot 23 centimeter), de goliathkikker (Conraua goliath, 17 tot 32 cm) en de reuzenfluitkikker (Leptodactylus pentadactylus, tot 18,5 cm).
De poten dragen lange tenen, al dan niet met zwemvliezen of hechtschijven. Kikkers hebben relatief veel grotere achterpoten dan voorpoten. Dit komt ook voor bij de salamanders, de enige andere amfibieën met poten. De achterpoten van kikkers zijn grotendeels onder het lichaam gevouwen in rust, waarbij de voorpoten ondanks hun geringere lengte vaak beter zichtbaar zijn. Bij veel soorten die een camouflagekleur dragen als groen, bruin of grijs, is de binnenzijde van de dijen felgeel of rood, wat dient om vijanden af te schrikken. Zie ook onder het kopje verdediging.

#### Kikkers of padden?

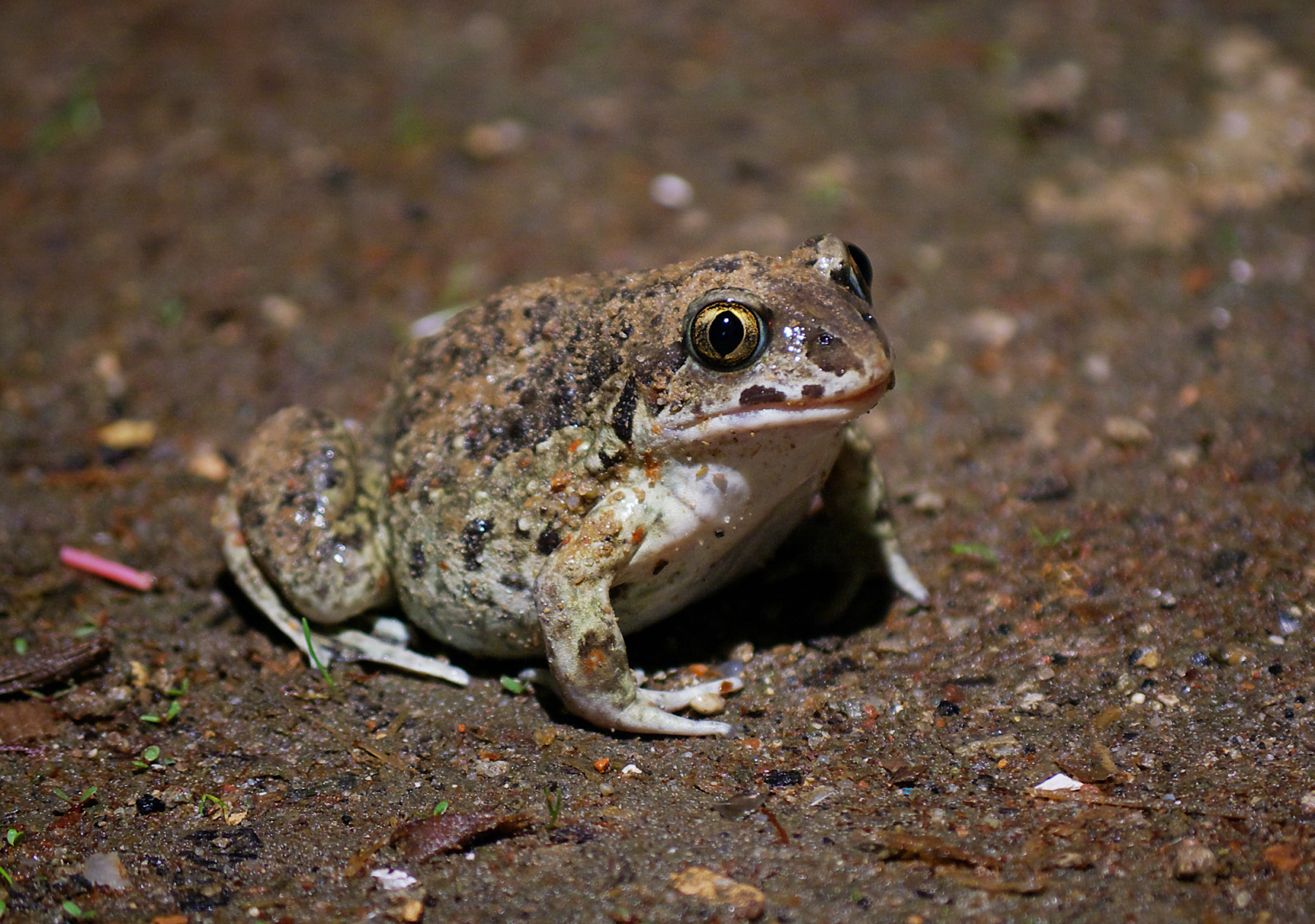
De knoflookpad (Pelobates fuscus) is ondanks de naam geen pad maar een padachtige kikker.

Kikkers en padden werden lange tijd beschouwd als twee aparte groepen binnen de Anura. Soorten met een gladde huid en een gespierd lichaam die meer bij het water leven en goed kunnen springen door de langere achterpoten werden kikker genoemd. Soorten met een ruwe huid en een gedrongen lichaam die meer op het land leven en slecht kunnen springen door de kortere achterpoten werden pad genoemd. Dit was ook terug te voeren op de taxonomische indeling; alle soorten met een ruwe huid behoorden tot de familie padden (Bufonidae) en alle andere soorten behoorden tot families die kikkers werden genoemd.
Tegenwoordig is bekend dat een ruwe of een gladde huid, langere of kortere achterpoten en het bezit of ontbreken van het vermogen om te springen weliswaar belangrijke verschillen zijn, maar niets te maken hebben met de afstamming van de kikkers. Soorten met een ruwe huid zijn soms ontstaan uit soorten met een gladde huid en vice versa; er zijn ook soorten met een gladde huid die verwant zijn aan soorten met een ruwe huid. Hetzelfde geldt voor de op het land of juist op het water aangepaste levenswijze, de lengte van de achterpoten en het vermogen om te springen. Een voorbeeld van een dergelijke mengvorm is de geelbuikvuurpad die een ruwe huid heeft, maar niet op het land leeft en juist sterk op een leven in het water is aangepast. Bij de boomkikkers, een familie waarvan de meeste soorten boombewonend zijn en een gladde huid hebben, komen soorten voor die een ruwe huid hebben en meer op de bodem actief zijn en niet in bomen leven. Al deze kenmerken hebben – zo weet men tegenwoordig – niets te maken met een gemeenschappelijke voorouder, maar komen verspreid voor binnen de gehele orde van de kikvorsachtigen en zijn een vorm van convergente evolutie.
De familie Bufonidae (die in het Nederlands werd aangeduid met de padden) kreeg een engere definitie: alleen soorten die in het bezit zijn van een ontwikkeld orgaan van Bidder werden tot de groep van echte padden gerekend. Het orgaan van Bidder is een voortplantingsorgaan dat bij alle kikkers in aanleg aanwezig is, maar al snel degenereert; alleen bij de padden kan het zich volledig ontwikkelen. Het orgaan is bijzonder omdat het mannetjes eicellen kan laten aanmaken en zo als het ware mannetjes in vrouwtjes kan veranderen. Een ander verschil tussen de soorten uit de familie Bufonidae en andere groepen is het ontbreken van tanden, die soorten uit andere families meestal wel hebben. Alle padachtige soorten die het orgaan van Bidder niet hebben zijn ondergebracht in andere families en worden niet langer tot de Bufonidae gerekend. De Nederlandse namen van deze soorten, met als bekendste de vuurbuikpad en de knoflookpad zijn echter niet mee veranderd. Hierdoor draagt een kikker soms de naam -pad, maar wordt beschouwd als padachtige kikker en wordt met kikker aangeduid. Andersom gaat het ook op; de klompvoetkikkers dragen door hun gladde huid de naam -kikker, maar behoren tot de familie echte padden. Hierdoor is het idee om sommige kikkers pad te noemen geheel verlaten en worden alle soorten met kikker aangeduid.

### Kop

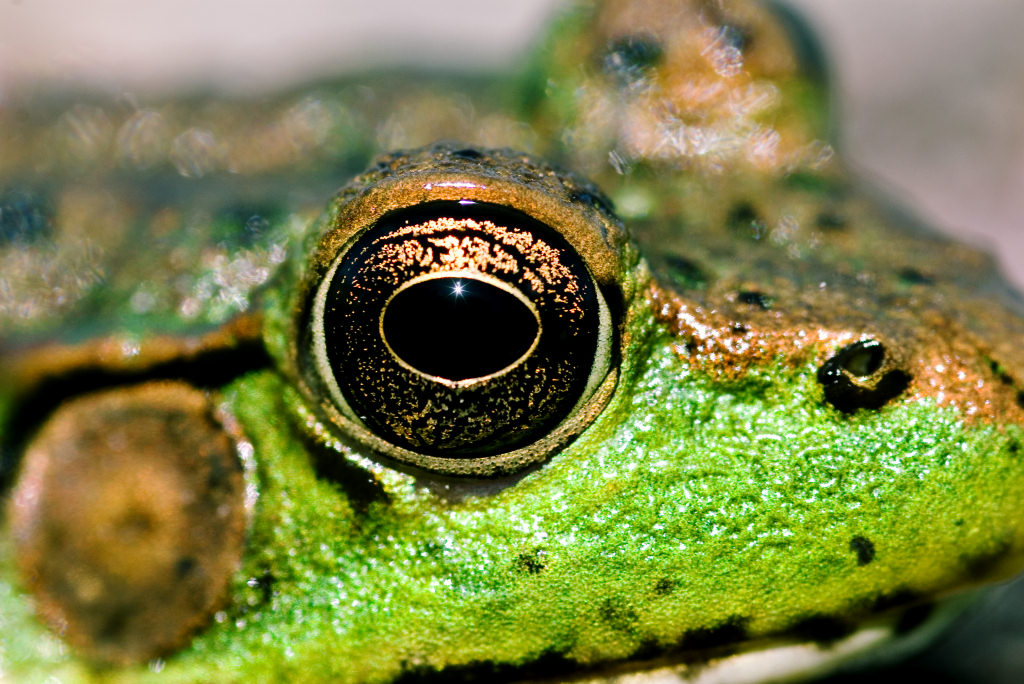
De kop van een groene kikker, met links het trommelvlies, in het midden het oog en rechts het neusgat.

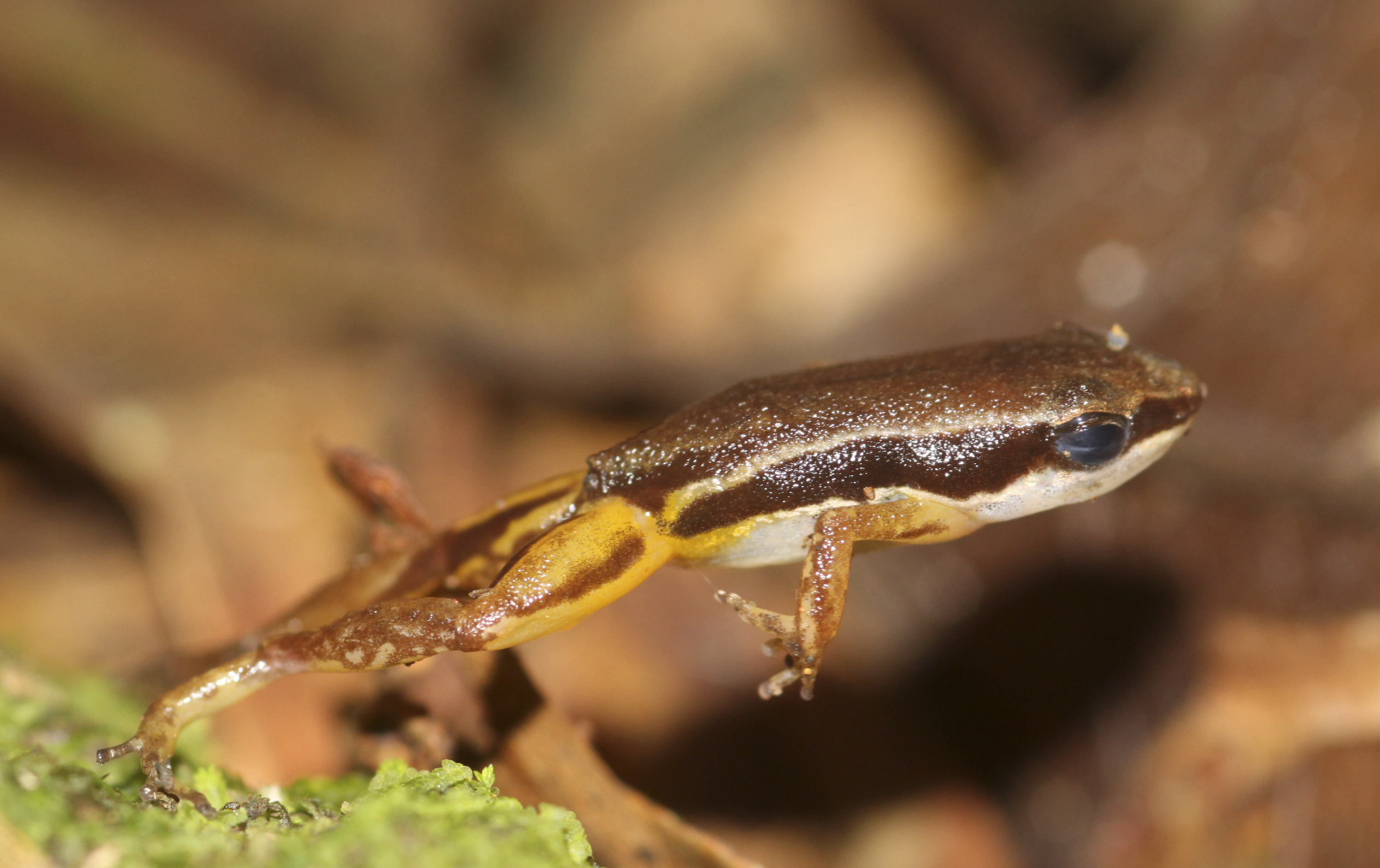
Tijdens een sprong worden de ogen gesloten, afgebeeld is Colostethus flotator.

De kop is niet duidelijk afgesnoerd van de rest van het lijf, maar de meeste soorten hebben brede kaken waardoor goed te zien is waar de schedel eindigt en het lichaam begint. Achter de ogen zijn aan de bovenzijde vaak twee vergrote en langwerpige bobbels aanwezig, die bij een aantal soorten nauwelijks zichtbaar zijn maar bij andere soorten juist opvallen, een voorbeeld is de agapad. Dit zijn de parotoïden of oorklieren, de gifklieren die als de pad wordt verstoord of wordt opgegeten een irriterende tot soms zelfs giftige substantie uitscheiden. Zie ook onder het kopje verdediging.
Bij strikt in het water levende soorten zijn de ogen meer aan de bovenzijde van de kop gepositioneerd. Deze soorten struinen vaak de bodem van het water af op zoek naar voedsel. Gevaar, zoals watervogels en vissen, komt altijd van boven, waardoor deze aanpassing een voordeel is. Ze kunnen zo ook tijdens de ademhaling aan de oppervlakte onder water blijven terwijl alleen de ogen en neusgaten boven water uitsteken. Dit is een typische specialisatie van aquatische dieren en komt ook voor bij onder andere de krokodilachtigen.
Kikkers die veel op het land leven hebben hier niet zoveel aan en hebben ogen die meer aan de zijkanten of voorzijde van de kop zitten. De oogleden zijn onbeweeglijk, een kikker kan de ogen dus niet sluiten maar trekt met spieren de oogbal letterlijk in de oogkas.
De ogen van kikkers zijn net als veel reptielen en zoogdieren voorzien van een knipvlies, dat als beweegbaar ooglid functioneert. De kikker kan dit half doorzichtige vlies sluiten zodat het oog beschermd is maar het dier nog wel kan zien. Het wordt gebruikt tijdens het zwemmen zodat de ogen niet beschadigd raken door objecten onder water. De ogen worden niet centraal aangestuurd maar kunnen onafhankelijk bewegen dankzij spieren rond het oog.
Kikkers hebben een reflecterend laagje op het netvlies dat tapetum lucidum wordt genoemd en tapijt van licht betekent. Dit laagje zorgt ervoor dat kikkers beter kunnen zien in het donker, wat bij vrijwel alle soorten van pas komt vanwege de nachtactieve levenswijze. Het tapetum lucidum is echter niet uniek voor kikkers en komt ook voor bij reptielen als krokodilachtigen en veel nachtactieve zoogdieren, zoals katachtigen.
De iris is vaak bruin of groen van kleur maar kan veel verschillende kleuren hebben, zoals zilverkleurig, goudkleurig, bronskleurig, geel of helderrood. Een voorbeeld van een kikker met bloedrode ogen is de Duellmanohyla uranochroa. De pupil kan verschillende vormen hebben, soorten die overdag actief zijn hebben vaak een horizontale of ronde pupil, nachtactieve kikkers hebben vaak een verticale pupil. Er zijn echter ook tussenvormen waarbij een druppelvormige, hartvormige, driehoekige en zelfs een stervormige pupil kan voorkomen.
Direct achter de ogen zijn vaak twee ronde, afwijkend gekleurde platte schijven aanwezig, dit zijn de tympana of trommelvliezen. Deze zijn niet bij alle soorten goed te zien omdat ze soms zeer klein zijn.
Kikkers hebben geen gebit zoals mensen en omdat een echte onderkaak ontbreekt hebben ze alleen kegelvormige, in de bovenkaak gepositioneerde tanden (maxillaire tanden). Enkele soorten hebben ook tanden in het verhemelte, vomerine tanden genoemd. De tanden zijn niet geschikt om prooien te vermalen en dienen slechts om deze vast te houden terwijl de prooi met de tong, ogen en poten naar binnen wordt gewerkt.
De soorten uit de familie padden hebben geen tanden, wat een belangrijk onderscheid met andere kikkers is.

### Zintuigen

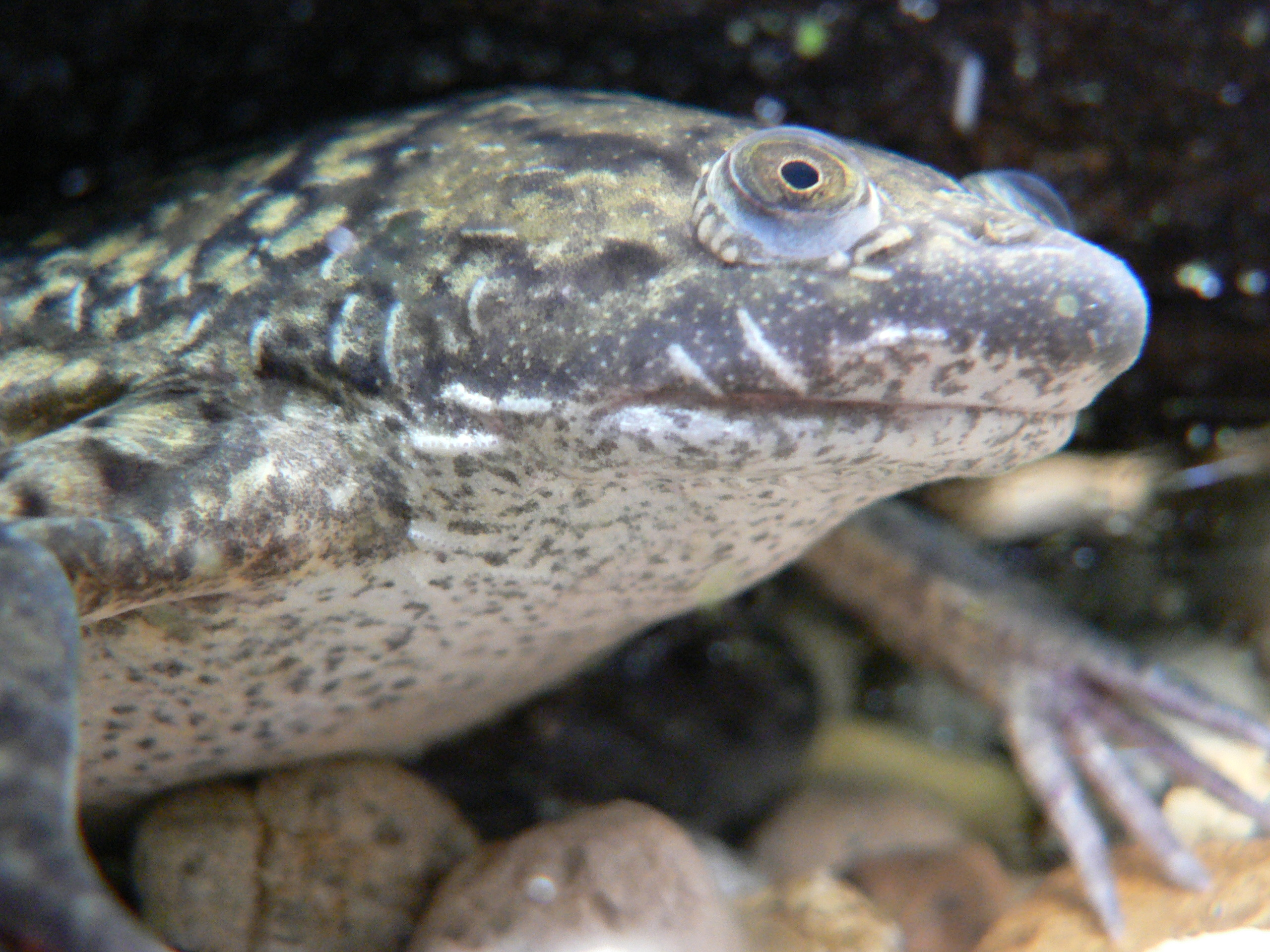
De stikseltjes van de klauwkikker, links zichtbaar aan de zijkant van de rug en kop.

Een kikker heeft een relatief slecht gezichtsvermogen vanwege de onbeweeglijke lens zodat het oog niet kan focussen. Het beeld is niet scherp en het is onduidelijk of kikkers kleuren kunnen zien. Kikkers kunnen daarnaast alleen bewegende beelden waarnemen; als een vijand of prooi stilstaat kan een kikker deze niet meer onderscheiden. Dit heeft niets met de ogen te maken maar met de signaalverwerking in de hersenen. Ten slotte heeft een kikker geen nek, waardoor de kop niet gedraaid kan worden. Als een kikker een mogelijke prooi of vijand nader wil onderzoeken, moet het gehele lichaam worden gedraaid, wat de positie van het dier kan verraden.
Kikkers kunnen niet zo goed horen als veel andere gewervelden maar ze kunnen wel geluiden waarnemen en zo vijanden opmerken of kwakende soortgenoten lokaliseren. Naast het gehoor hebben soorten die veel in het water leven zintuiglijke cellen aan de zijkanten van het lichaam, die gevoelig zijn voor drukverschillen en dienen om prooien en vijanden waar te nemen in het water. Deze organen zijn vergelijkbaar met de zijlijn van vissen. Een voorbeeld is de klauwkikker waarbij de tastzintuiglijke organen zichtbaar zijn als kleine 'stikseltjes' aan weerszijden van het lichaam.
Kikkers zijn in staat om naar hun oorspronkelijke voortplantingswater terug te keren. Kikkers, maar ook salamanders, kennen dus een vorm van navigatie maar het mechanisme hierachter is niet precies bekend.

### Poten

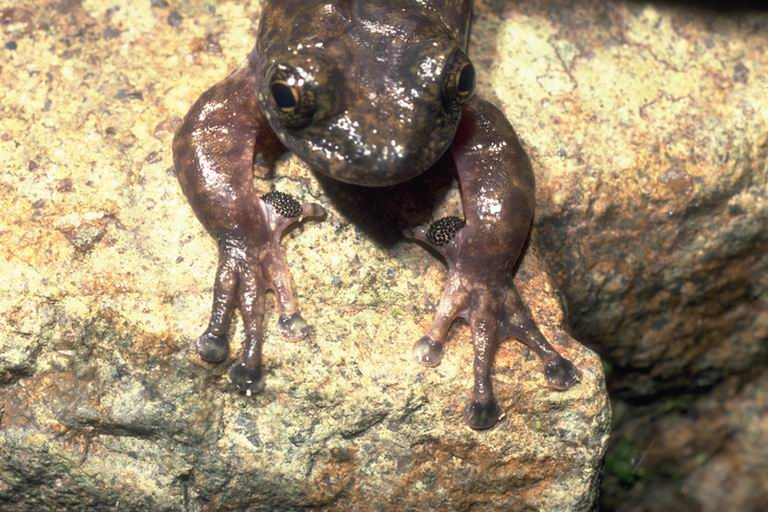
Litoria nannotis met duidelijk zichtbare hechtschijven en copulatieborstels (binnenzijde van de 'duim')

Kikkers hebben altijd lange poten en vijf tenen en vier vingers, de meeste soorten hebben zwemvliezen aan de achterpoten die bij de voorpoten ontbreken. Aan iedere hand en voet is een rudimentaire teen of vinger aanwezig, die zeer klein is en alleen te zien bij het skelet. De poten van kikkers zijn van alle lichaamskenmerken het sterkst aangepast op de leefomgeving. De aanwezigheid of het juist ontbreken van verschillende kenmerken aan de poten geven vaak een indruk van de levenswijze of zelfs tot welke groep een soort behoort. Kikkers hebben bijvoorbeeld nooit nagels of klauwen, met als uitzondering de klauwkikkers. Soorten die veel in het water leven hebben goed ontwikkelde zwemvliezen die tot de punten van de tenen reiken. Soorten die minder aangepast zijn op het water hebben zwemvliezen die tot het midden van de tenen zijn vergroeid of de vliezen ontbreken volledig. De vliezen tussen de tenen dienen echter niet altijd om te zwemmen want ook boombewonende soorten hebben vaak huidvliezen tussen de tenen. Ze dienen bij deze soorten om het hechtoppervlak van de poot te vergroten zodat ze beter blijven plakken. Er zijn zelfs soorten, zoals de vliegende kikkers uit het geslacht Rhacophorus, die de vliezen gebruiken om stukjes van boom tot boom te zweven. Na een sprong worden de poten gespreid, waarbij de vliezen voor een maximale luchtweerstand zorgen, waardoor de kikker niet naar beneden valt. Er wordt een glijdende beweging door de lucht gemaakt waarbij een afstand van 15 meter kan worden afgelegd.
Kikkers kunnen meestal goed springen, er zijn soorten die meer dan twintig keer hun eigen lichaamslengte kunnen overbruggen in een enkele sprong. Hierbij worden de ogen gesloten om pas vlak voor de landing weer te worden geopend. Sommige landbewonende soorten hebben een meer huppende voortbeweging of kunnen snel kruipen. Bij het zwemmen worden de voorpoten tegen het lichaam gedrukt en met de achterpoten gezwommen, dit lijkt nog het meest op de schoolslag. Door de zwemvliezen is een grotere voortstuwing mogelijk en kan de kikker snel wegzwemmen.
Gravende kikkers hebben vaak korte maar gespierde poten en een goed ontwikkelde metatarsusknobbel of voetwortelknobbel, een verharde structuur aan de achtervoet. Veel terrestrische soorten, zoals de knoflookpad, kunnen zich hierdoor razendsnel ingraven. Het bijzondere is dat ze zich niet zoals vrijwel alle gravende dieren met de voorpoten ingraven, maar achterwaarts met de achterpoten. Soorten uit de familie Scaphiopodidae hebben hiertoe zelfs een schoffelachtige, verhoornde rand aan de metatarsusknobbel.
Veel kikkers zijn boombewonend en zijn behendige klimmers, zoals de boomkikkers, de schuimnestboomkikkers en de glaskikkers. Klimmende soorten hebben zogenaamde hechtschijfjes, wat een sterke specialisatie is die bij geen enkele andere diergroep voorkomt. De hechtschijven hebben de vorm van een zuignap maar de werking is wezenlijk anders. De hechtschijf bestaat uit vele kleine, 5- tot 6-hoekige groepjes cellen, gescheiden door microscopisch kleine kanaaltjes. Op het oppervlak is een door speciale klieren uitgescheiden laagje slijm aanwezig, dat een iets hogere viscositeit heeft dan water. Zodra de hechtschijf op de ondergrond wordt geplaatst, wordt de vloeistof de kanaaltjes ingedreven. Het contactoppervlak blijft zo droog zodat de teen niet kan wegslippen en de 5- of 6-hoekige structuren kunnen zich goed hechten aan de kleinste onregelmatigheden. Dit mechanisme wordt onderzocht omdat het mogelijke toepassingen biedt als antislipmateriaal.
Mannetjes en vrouwtjes zijn niet zelden aan de poten van elkaar te onderscheiden, de mannetjes hebben in de paartijd dikkere poten, wat veroorzaakt wordt door een ophoping van lymfevocht. Daarnaast hebben ze zogenaamde copulatieborstels, die dienen om het vrouwtje beter vast te kunnen houden tijdens de amplexus of paargreep.

### Huid

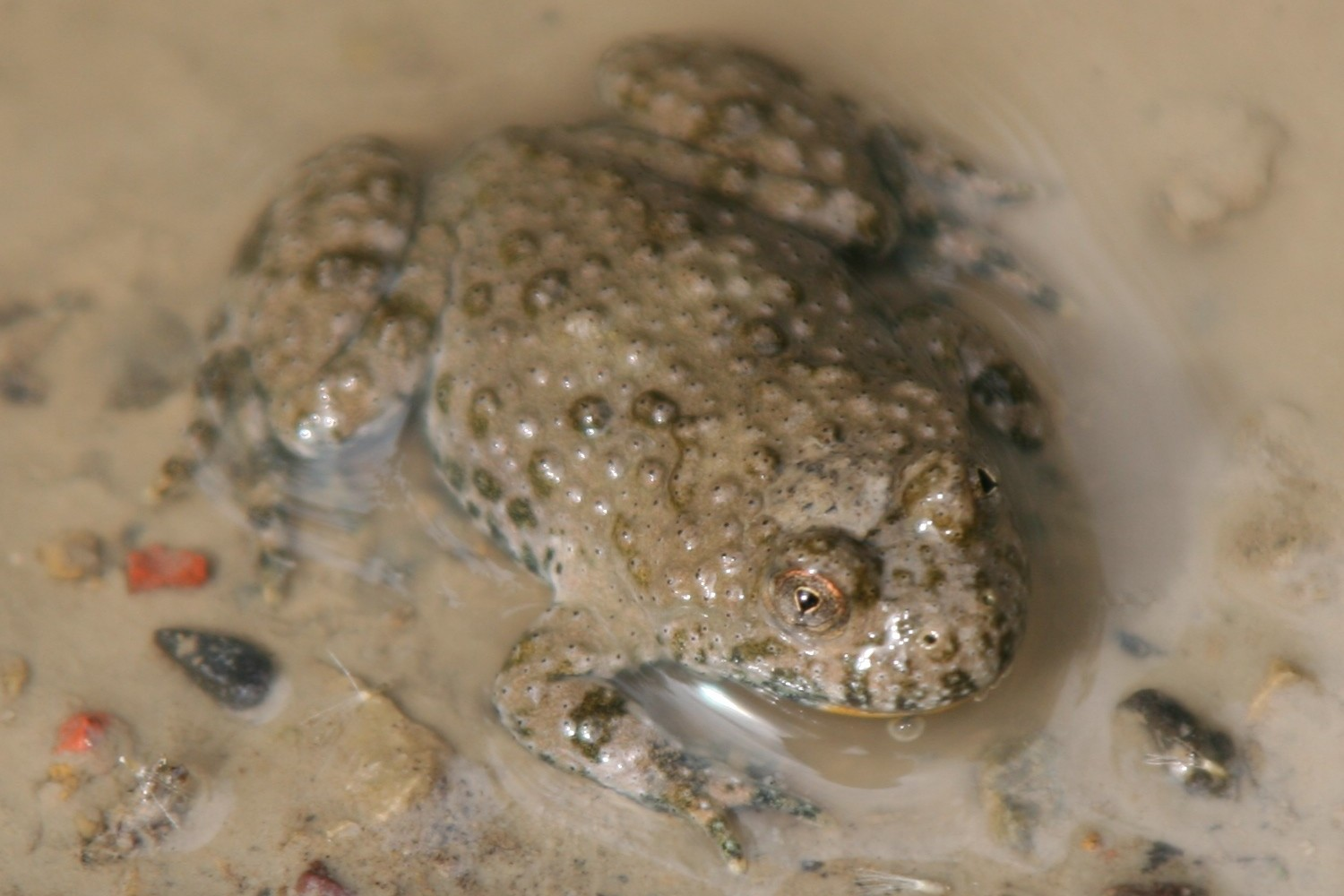
De geelbuikvuurpad heeft een zeer wrattige huid met verhoornde stekeltjes, toch is het een typische kikker en geen echte pad.

De huid van alle amfibieën dient niet zozeer ter bescherming van het lichaam, in tegenstelling tot de reptielen waarvan de huid schubben of hoornplaten draagt. De huid is stug maar kwetsbaar en speelt een grote rol bij zowel de ademhaling als de waterhuishouding en is hiertoe erg dun, sterk doorbloed en waterdoorlatend. Kikkers hoeven in tegenstelling tot reptielen geen water op te nemen met de bek, ze nemen het op door de huid middels osmose. Vooral het gebied rond de dijen dat het vaakst contact maakt met water is hierop aangepast. Een nadeel is dat veel soorten in permanent vochtige omgevingen moeten verblijven omdat ze anders snel uitdrogen. Vanwege de dunne, permeabele huid zijn kikkers gevoelig voor vervuiling en andere veranderingen binnen een ecosysteem. Hierdoor wordt de aanwezigheid van kikkers door biologen als een belangrijke indicator gezien voor een gezond milieu.
Verschillende trucjes worden gebruikt om zo min mogelijk water te verliezen, zoals het in groepen verblijven waarbij de dieren huidcontact maken. Hierdoor wordt het aan de buitenlucht blootgestelde huidoppervlak per kikker kleiner, wat voordelig is. Dit komt vooral voor bij kikkers die op enige hoogte leven, in de relatief droge bomen en struiken. Andere soorten, zoals de Australische koraalteenboomkikker, hebben een waterafstotend, wasachtig laagje op de huid. De belangrijkste aanpassing van de kikkers om waterverlies tegen te gaan is echter terug te vinden in het gedrag. Kikkers vermijden zonlicht en trekken zich overdag terug. De gevoeligheid voor droogte is een van de belangrijkste redenen van de nachtactieve levenswijze van de kikkers.
Naast water wordt ook zuurstof voor een belangrijk deel opgenomen door de huid en koolstofdioxide wordt afgegeven aan de buitenlucht. Kikkers zijn hierop niet zo goed aangepast als andere amfibieën, zoals de meeste salamanders die helemaal geen longen meer hebben en volledig afhankelijk zijn van keel- en huidademhaling. Een aantal kikkers kan gedurende de winterslaap maandenlang overleven op de bodem van een sloot, ze zijn dan echter niet actief en de stofwisseling staat vrijwel stil.
De huid zit niet strak om het lichaam maar hangt enigszins los en bij sommige soorten is het huidoppervlak veel groter dan het lichaamsoppervlak. Een extreem voorbeeld is Telmatobius culeus die het water nooit verlaat. Zowel de huid als de aquatische levenswijze zijn aanpassingen op de geografische verspreiding van het dier dat endemisch is in het Titicacameer in Zuid-Amerika op bijna 4000 meter boven zeeniveau. Hier is het zeer koud en het water heeft een lage zuurstofconcentratie. Daarnaast is er een verhoogde uv-straling door de hooggelegen ligging van het meer waardoor de kikker niet op het land kan leven.
Net als alle reptielen en amfibieën moeten kikkers regelmatig vervellen, wat met een meer wetenschappelijk woord ecdysis wordt genoemd. Hierbij wordt de huid volledig vernieuwd, wat belangrijk is omdat een kikker de huid niet alleen gebruikt om het lichaam te scheiden van de buitenwereld, maar ook door de huid ademt en water opneemt. Bij de vervelling moet een kikker zich uit de oude huid werken door deze open te scheuren. Dit is te zien doordat ongebruikelijke bewegingen worden gemaakt, zoals het overdreven opensperren van de bek of het langs het lichaam schuren van de poten om de huid af te stropen.
Veel kikkers eten de afgeworpen huid op zodat deze niet verloren gaat en wordt hergebruikt.

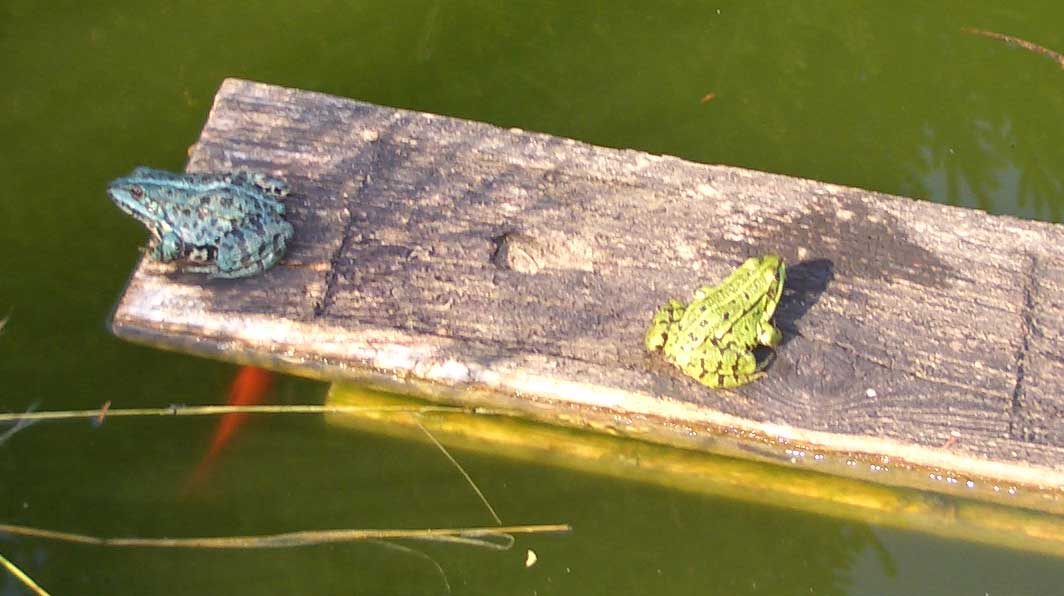
Een blauw exemplaar (links) van de middelste groene kikker (Rana esculenta) en een normaal, groen gekleurd exemplaar (rechts).

Kikkers kunnen van huidskleur veranderen doordat ze de verdeling van pigmenten in de cellen van de huid (chromatoforen) kunnen herverdelen. Als ze opeengepakt zitten in de cel heeft de huid een lichte kleur, als ze zich verspreiden door de cel krijgt de huid een donkere kleur. Kikkers hebben hier in tegenstelling tot sommige reptielen, zoals kameleons, echter geen controle over. Onder normale omstandigheden heeft de huid de normale basiskleur en bij slechte omstandigheden als stress, bedreiging of ziekte kleurt de huid donkerder. De huidskleur hangt verder af van de omgevingstemperatuur, de luchtvochtigheid en de intensiteit van het licht. De kleuromslag is niet erg groot: van een heldere, lichtere kleur als het dier zich in de ideale omstandigheden bevindt en een donkere, grauwe kleur bij slechte weersomstandigheden. In vroegere tijden werden verschillende soorten boomkikkers wel gebruikt om het weer te voorspellen maar enig bewijs dat deze methode van 'weersvoorspelling' enige wetenschappelijke waarde heeft is nooit geleverd, zie ook het kopje Fabeltjes over kikkers.
Van enkele soorten is bekend dat de huidskleur drastisch kan veranderen tijdens de paartijd onder invloed van hormonen, zoals de ook in Nederland en België levende bruine kikker en de heikikker. Dit gebeurt alleen bij de mannetjes en deze kleur is maar tijdelijk, een paardracht is hoogst uitzonderlijk bij amfibieën. Soms komen ook blauwe exemplaren voor van soorten die normaal gesproken een groene kleur hebben. Dit is echter een genetische afwijking waarbij het dier geen gele pigmenten kan aanmaken, waardoor de groene kleur blauw wordt. Dit wordt cyanisme (blauwheid) genoemd en is blijvend, cyanisme heeft een negatieve invloed omdat de kikker erg opvalt voor vijanden. De huid van groene kikkers kleurt ook blauw onder invloed van chemicaliën zoals conserveringsvloeistoffen. De koraalteenboomkikker bijvoorbeeld is groen van kleur maar heeft de wetenschappelijke soortnaam caerulea gekregen, dat 'blauw' betekent. Dit misverstand werd veroorzaakt doordat de ontdekker van de eerste exemplaren de dieren conserveerde en vervolgens verzond naar de beschrijver van de soort.

### Skelet

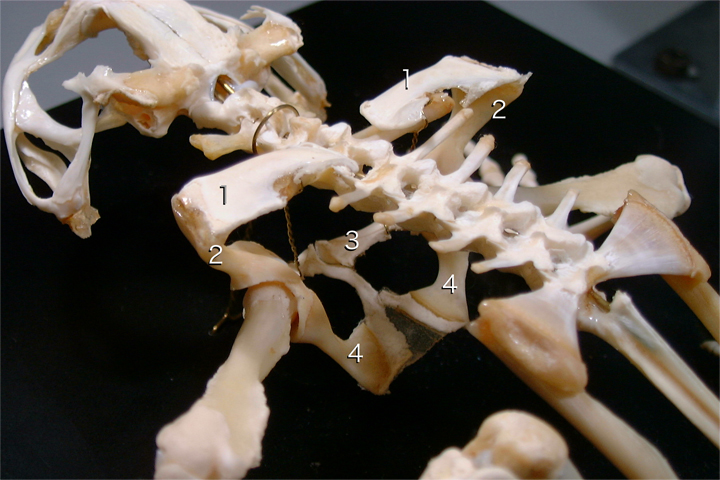
Rugzijde gewone pad
----

De schedel is compact, relatief licht en grotendeels afgeplat, veel schedelbeenderen zijn gefuseerd en de oogkassen zijn relatief groot. De hersenen worden beschermd door een brug tussen de ogen, dit deel van de schedel is verhoogd.
Kikkers hebben een uniek skelet waarin ze sterk verschillen van alle andere dieren, zelfs alle andere amfibieën. De drie belangrijkste verschillen zijn het ontbreken van een staart in de volwassen vorm, de verkorte, samengedrukte wervelkolom en het driedelige, gevorkte bekken. Kikkers hebben vijf tot negen wervels vóór het heiligbeen, meestal acht. Daarachter zijn drie tot vier wervels aanwezig die gefuseerd zijn tot een staafvormig stuitbeentje of urostyl, dat eveneens ontbreekt bij andere amfibieën. Naast deze kenmerken hebben kikkers vele andere aanpassingen om beter te kunnen springen, zoals enkele gefuseerde botten, verlengde voetbeentjes en zelfs gedegenereerde delen van het skelet, zoals de ribben.
Het gespecialiseerde skelet dient niet alleen om goed te kunnen springen maar ook om te zorgen dat het dier geen schade ondervindt als het na een sprong neerkomt op de ondergrond. De gevorkte en uit drie delen gevormde bekkengordel bestaat uit het dubbele darmbeen en het stuitbeen, wat uniek is in de dierenwereld. Het bekkengordel vangt de grootste klappen op, de schouder- en bekkengordel zijn goed ontwikkeld. De achterpoten zijn achter aan het lichaam aangehecht zodat het lichaam een betere balans heeft bij het springen. Veel soorten hebben slechts zeer kleine werveluitsteeksels, echte ribben ontbreken meestal. Soorten uit de families Dicroglossidae en Nieuw-Zeelandse oerkikkers hebben ribachtige werveluitsteeksels. De lange achterpoten zijn voorzien van flexibele botten die hun stevigheid ontlenen aan de gefuseerde beenderen. Het kuitbeen (fibula) en het scheenbeen (tibia) zijn met elkaar vergroeid tot een enkele structuur, het zogenaamde tibiofibula. Hetzelfde geldt voor de beenderen van de onderarm, waarvan de ellepijp (ulna) en het spaakbeen (radius) het samengestelde radioulna vormen.
Een ander typisch kenmerk van het skelet zijn het sterk verlengde sprongbeen (astragalus) en hielbeen (calcaneum). Bij zoogdieren als de mens zijn dit onooglijk kleine botjes in de voet. Bij kikkers worden deze sterk verlengde botten gebruikt als hefboomsysteem om nog beter te kunnen springen. Ze hebben morfologisch wel wat weg van een kuit- en scheenbeen maar zijn een onderdeel van de voet.
De botten van kikkers hebben groeiringen, die jaarlijks worden aangevuld en net als de jaarringen van bomen geteld kunnen worden. Hierdoor is uit het bot van een kikker af te leiden hoe oud het dier geworden is.

### Inwendige organen

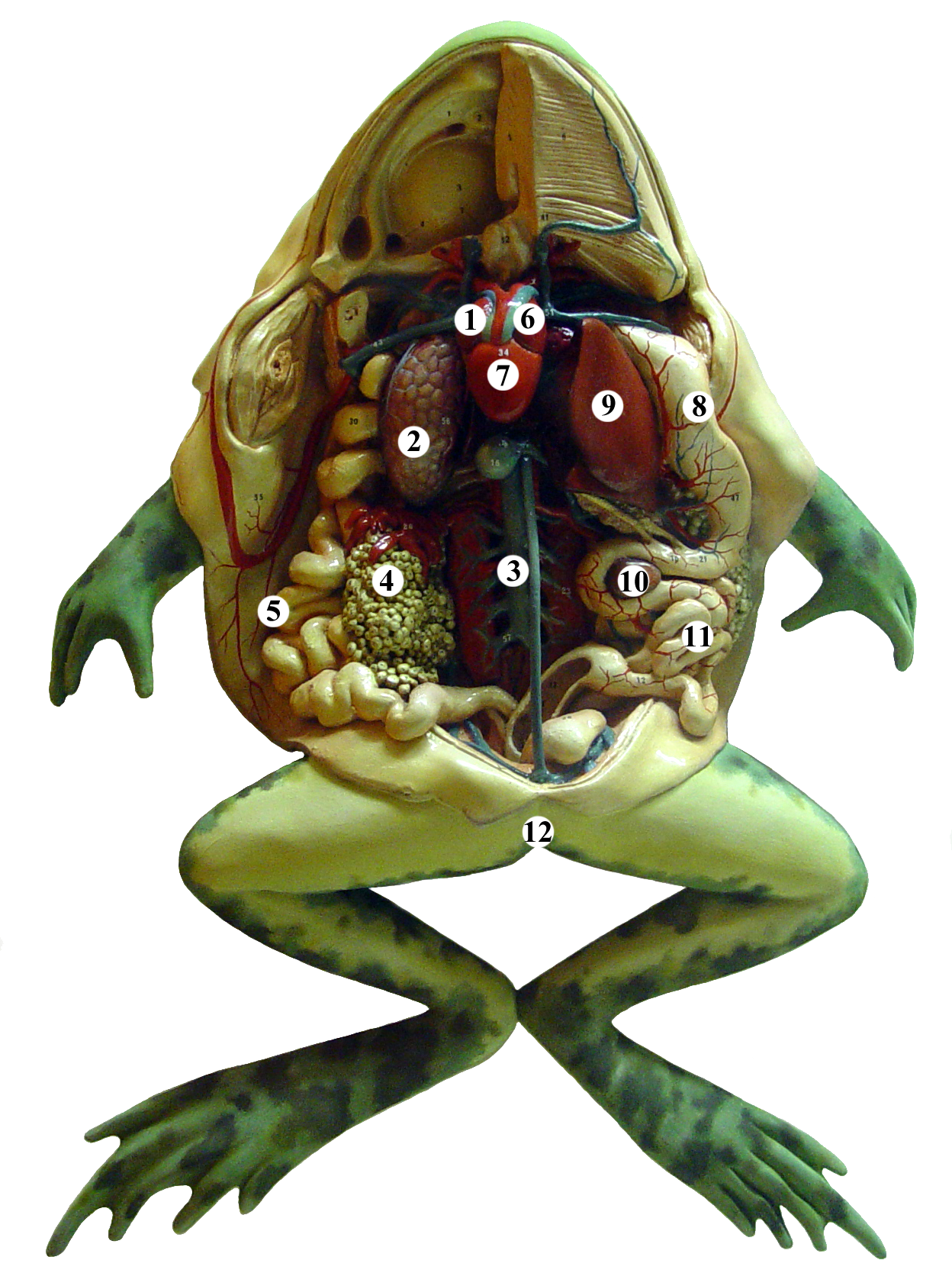
De organen van een kikker:
----

De organen van kikkers zijn gelegen in een enkele lichaamsholte en worden niet gescheiden door bijvoorbeeld een borstvlies zoals bij zoogdieren het geval is. Het spijsverteringsstelsel bestaat van voor naar achter uit de mondholte, de slokdarm, de J-vormige maag (8), de drielobbige lever (9) en de galblaas (10) waar gal wordt opgeslagen. Het laatste deel van de spijsvertering bestaat uit de dunne- (11) en dikke darm (5) en ten slotte de cloaca (12), het uitscheidingsorgaan. Het uitscheidingsapparaat bestaat uit de nieren, de urineleider, de urineblaas en de cloaca. De nieren, waarvan de bijnier zichtbaar is als een lichtgekleurde band op het midden van de nier, filteren giftige stoffen uit het bloed. Vervolgens worden de afvalstoffen door de urineleider naar de urineblaas getransporteerd en uitgescheiden door de cloaca. Daarnaast is de huid een belangrijk uitscheidingsorgaan.
De geslachtsorganen zijn uitwendig niet te zien, alleen bij autopsie zijn bij de mannetjes de testikels en zaadleiders waarneembaar. Bij de vrouwtjes zijn de eierstokken, de eventuele eicellen (4) en de spaghettiachtige eileiders duidelijk te onderscheiden. Zowel bij mannetjes als vrouwtjes zijn aan weerszijden van de geslachtsorganen vetlichamen aanwezig die een enigszins sterachtige vorm vertonen.

#### Bloedsomloop
Het hart van een kikker wordt beschermd door het hartzakje of pericardium. Bij sommige soorten glaskikkers is dit te zien als een wit vlies. Het hart bestaat uit een linkerboezem (6) en een rechterboezem (1) en één kamer, het ventrikel (7). Bij zoogdieren als de mens heeft het hart twee kamers, zodat het bloed gescheiden blijft. De kamer heeft ook geen tussenschot zoals sommige reptielen, maar de indeling ervan zorgt ervoor dat het zuurstofarme en zuurstofrijke bloed zich niet goed mengen. De bloedstromen komen weliswaar bij elkaar in het ventrikel, maar het zuurstofarme bloed wordt onder in het ventrikel afgegeven terwijl het zuurstofrijke bloed in de bovenzijde wordt gepompt.

#### Ademhaling
De ademhaling van kikkers is gecompliceerd; de gaswisseling waarbij koolstofdioxide wordt uitgescheiden en zuurstof wordt opgenomen kan plaatsvinden via de huid (huidademhaling) middels longen (longademhaling) en ook door zuurstofopnemend weefsel in de mond- en keelholte (keelademhaling).
Bij huidademhaling wordt zuurstof opgenomen uit het water of uit de lucht, maar in het laatste geval alleen bij vochtige omstandigheden, de huid moet namelijk vochtig zijn om te kunnen ademen. De huid is goed doorbloed en vaak erg dun voor een efficiënte opname van zuurstof.
De longen lijken op die van andere dieren, maar de borstspieren worden niet gebruikt bij de ademhaling. Een kikker heeft ook geen ribben die bij de meeste gewervelden een belangrijke rol spelen bij de longademhaling. De lucht wordt bij kikkers in de longen gebracht door de neusgaten te openen en de bek en mond of keelopening te vergroten. Vervolgens worden de neusgaten gesloten en de mondopening verkleind, wat de lucht de longen in drijft. Om de lucht uit te ademen wordt de mondopening weer vergroot en wordt de lucht uit de longen gezogen. Ten slotte worden de neusgaten geopend en de mondholte verkleind en stroomt de lucht naar buiten.
Bij keelademhaling wordt de lucht door de neusgaten opgezogen en langs de mondholte naar de keel geperst. Hier wordt zuurstof opgenomen door sterk doorbloed weefsel, waardoor de ingeademde lucht de longen niet bereikt. Ook sommige andere waterdieren hebben dergelijke zuurstofopnemende weefsels, soms op de meest uiteenlopende plaatsen. Een voorbeeld is de fitzroyschildpad, die deels door weefsel in de cloaca ademt door er water in- en uit te pompen.
Tot zeer recentelijk werd aangenomen dat kikkers wellicht niet altijd gebruikmaken van longen, maar deze wel altijd hebben. Pas in 2008 werd ontdekt dat dit niet voor alle soorten geldt; de op Kalimantan levende Barbourula kalimantanensis is, althans voor zover bekend, de enige kikker die geen longen heeft. Deze soort haalt al de benodigde zuurstof volledig uit keel- en huidademhaling. Bij andere amfibieën als salamanders is dit vrij normaal maar een longloze kikker was nog niet eerder beschreven.

## Levenswijze
Kikkers spelen vanwege het soms massale voorkomen, vooral van de larven, een grote rol binnen het ecosysteem. De grote hoeveelheden larven dienen voornamelijk als voedsel voor waterinsecten en sommige vissen. De gemetamorfoseerde kikkers staan als kleine carnivore gewervelden midden tussen kleinere, ongewervelde dieren die gegeten worden en grotere, gewervelde dieren die leven van kikkers.

### Temperatuurregeling

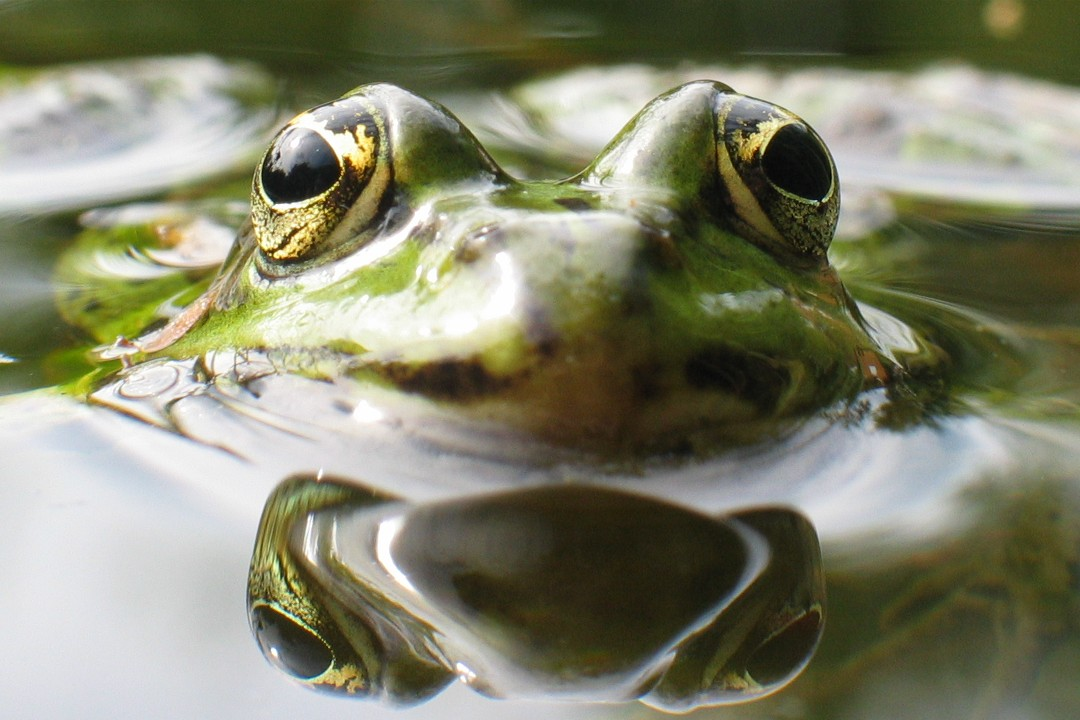
Bij hitte wordt het water opgezocht.

Kikkers kunnen zeer slecht tegen hoge temperaturen omdat ze dan snel uitdrogen. Tegen lage temperaturen zijn de meeste soorten veel beter bestand al verloopt bij lage temperatuur het metabolisme trager en kunnen ze zich maar langzaam voortbewegen. Het metabolisme is sterk afhankelijk van de omgevingstemperatuur. Dit heeft als voordeel dat bij een lage temperatuur de voedselbehoefte aanmerkelijk lager is maar bij een hogere temperatuur is de kikker actiever en kan meer voedsel zoeken.

#### In warme gebieden
In gebieden waar het in de zomer aanhoudend droog en warm is wordt een aestivatie of zomerslaap gehouden. Sommige kikkers hebben zich aangepast door in droge tijden een cocon te maken van slijm en afgeworpen huid, zodat ze hete zomers kunnen weerstaan, een voorbeeld is de Indische stierkikker (Kaloula pulchra). Andere voorbeelden zijn de Australische soorten uit het geslacht Litoria en de Afrikaanse kikkers die tot het geslacht Smilisca behoren. Deze soorten komen bij regen massaal uit hun schuilplaats en planten zich snel voort, ook de larven ontwikkelen zich snel. Zodra het warmer wordt en de oppervlaktewateren opdrogen hebben de larven zich volledig ontwikkeld tot kikkers. Deze graven zich in om pas het volgende jaar tevoorschijn te komen waarna de cyclus zich herhaalt.
Soorten die in streken leven waar weinig schuilmogelijkheden zijn en oppervlaktewater ontbreekt, schuilen ondergronds. Dergelijke soorten kunnen zich snel ingraven en kunnen zo binnen korte tijd en op iedere plek een ondergronds, koel verblijf creëren. Ook in meer gematigde landen als Nederland en België wordt het soms te warm en graaft de kikker zich in. Een voorbeeld is de knoflookpad.

#### In koude gebieden
In gebieden waar het vaak aanhoudend koud is, zoals gedurende de winters in de Lage Landen, schuilen kikkers maandenlang in een sluimertoestand onder boomstronken of zelf gegraven holletjes of soms in de modder van oppervlaktewateren, dit wordt de winterslaap genoemd.
Sommige kikkers zijn zo goed op koude aangepast dat ze temperaturen kunnen overleven onder het vriespunt waarbij delen van het lichaam bevriezen. De temperatuur kan hierbij dalen tot -6 graden Celsius waarbij 65% van het water in het lichaam bevriest. In het voorjaar ontdooit de kikker en komt weer tot leven, een voorbeeld is de boskikker (Lithobates sylvaticus), die tot boven de poolcirkel voorkomt. De kikker overleeft dergelijke lagere temperaturen door de suikers in het bloed als antivries te gebruiken. De lever van het dier bevriest als laatste, dit orgaan maakt dan ook de suikers aan die de ijsvorming tegengaan. Deze opmerkelijke eigenschap is al lang bekend en werd al beschreven in 1747.
Sommige soorten landschildpadden kennen overigens hetzelfde trucje en ook kikkers in Nederland en België die een overwintering kennen, maken gebruik van suikers die ervoor zorgen dat er geen grote ijskristallen worden gevormd en de lichaamscellen niet worden beschadigd, maar als ze bevriezen overleven ze dit niet.
Naast de voor de kikker zelf ongunstige weersomstandigheden in periodiek heel warme of koele gebieden, zoals uitdroging en oververhitting respectievelijk onderkoeling, is er gedurende een hete zomer of strenge winter weinig tot geen voedsel te vinden. Dergelijke soorten kunnen hierdoor niet het hele jaar actief zijn en een gevolg is dat ze zich minder snel kunnen ontwikkelen dan veel tropische soorten, die zich niet zelden het gehele jaar rond kunnen voortplanten.

### Voedsel en jacht

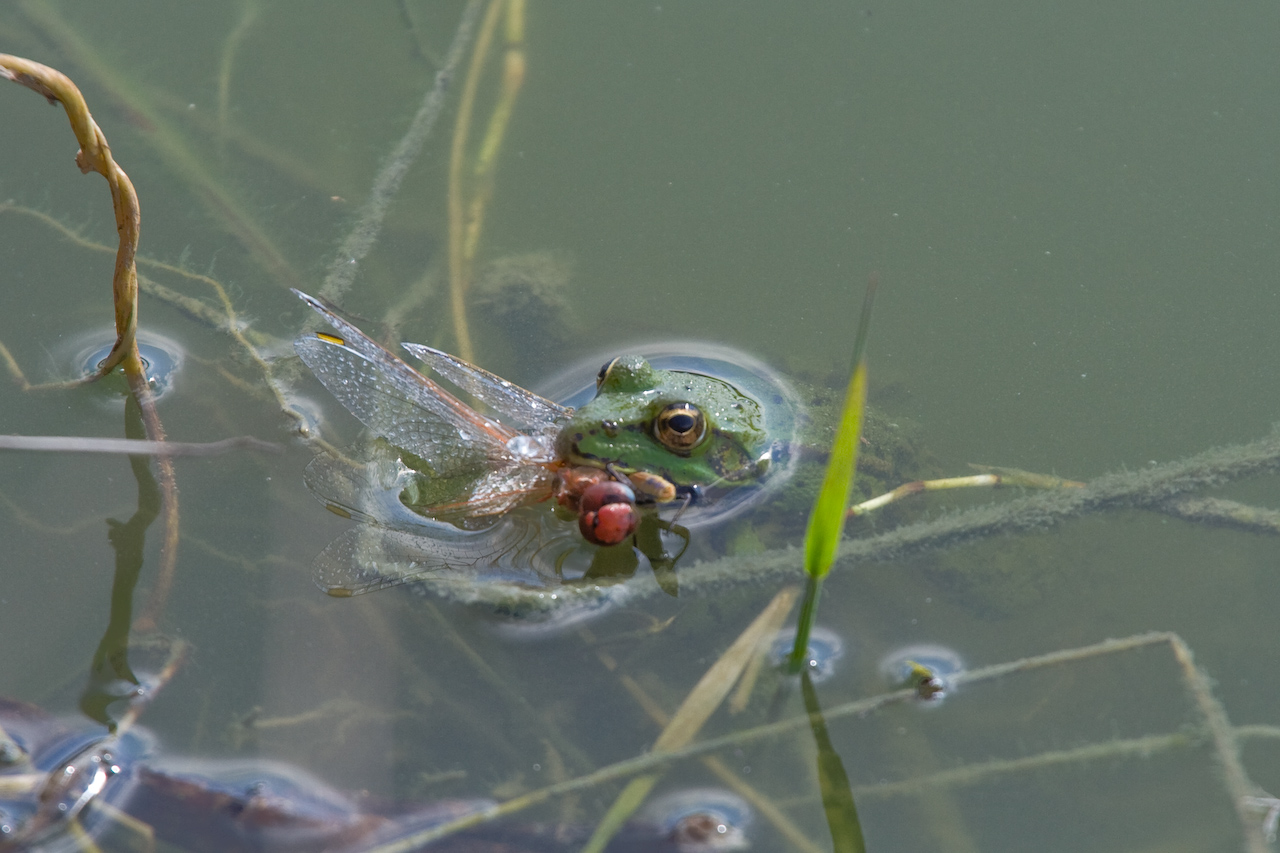
Een groene kikker met een buitgemaakte libel.

De larven van kikkers leven voornamelijk van plantaardig materiaal zoals algen maar ook detritus als dode plantaardige en dierlijke delen in het water. De voedseldeeltjes worden verkleind met de rijen tandjes op de onder- en bovenlip. Er zijn ook soorten die micro-organismen eten of met de buisvormige bek kleine diertjes naar binnen zuigen. In stromend water levende kikkervisjes filteren voedseldeeltjes uit het water.
Van sommige kikkers is bekend dat er zeer veel eieren worden afgezet maar omdat de larven voornamelijk leven van elkaar hoeft het voortplantingswater geen voedsel te bevatten. Een voorbeeld is de soort Lepidobatrachus laevis, waarvan de larven net als de ouders een relatief brede bek hebben waarmee ze elkaar in één hap verorberen.
Gemetamorfoseerde exemplaren zijn nog klein en eten kleine terrestrische diertjes als luizen en mijten, ze zijn net als volwassen kikkers carnivoor. Bij kikkers wordt regelmatig plantaardig materiaal in de maag aangetroffen, dit wordt vaak met het prooidier doorgeslikt en is onbedoelde bijvangst. Van slechts één kikker is bekend dat in hoofdzaak plantaardig materiaal gegeten wordt. Deze boomkikker, Xenohyla truncata, leeft voor een belangrijk deel van vruchten.
Grotere kikkers leven van ongewervelden, meestal insecten en de larven, wormen, spinnen en (naakt)slakken. In principe pakken kikkers alles wat ze kunnen overmeesteren, dit heeft te maken met hun slechte gezichtsvermogen en het feit dat ze in een reflex toehappen. Alles wat een mogelijke prooi is wordt met de relatief brede bek opgeslokt. Grotere soorten eten daarom ook wel kleine knaagdieren, andere kikkers, vissen, jonge vogels of kleine reptielen, maar nooit als hoofdvoedsel. Enkele soorten hebben zich gespecialiseerd in een bepaalde groep prooidieren, zoals muggen, kleine kreeftachtigen of mieren.
De prooi wordt vaak gevangen met behulp van een kleverige tong die snel en gericht kan worden weggeschoten en weer ingetrokken, net zoals bij kameleons. Als de prooi verder weg is kruipt of springt de kikker dichterbij. De tong grijpt de prooi en trekt deze in de bek in een tijdsbestek van minder dan een seconde. Uit videobeelden blijkt dat de kikker de prooi met gesloten ogen beschiet, waardoor deze van tevoren moet worden gelokaliseerd. De tongloze kikkers moeten de prooi met de vingers naar binnen proppen. Andere soorten, zoals de schijftongkikkers, hebben wel een tong maar deze is vastgegroeid met de bek en kan niet worden uitgestoken.
Kikkers hebben vaak kleine tandjes in de bovenkaak die niet dienen om te snijden of malen, maar om de prooi vast te houden. Vanwege het ontbreken van malende tanden wordt de prooi altijd in één keer opgeslokt, soms terwijl deze nog tegenspartelt. Bij het verzwelgen van de prooi worden de oogballen gebruikt; deze worden door spieren in de schedel naar beneden getrokken en drukken zo de prooi de keel in. Veel soorten die grotere prooien eten hebben een opvallend brede bek en krachtige kaakspieren zodat de prooi niet kan ontsnappen.
Veel kikkers eten grote hoeveelheden plaaginsecten als vliegen en muggen, krekels, slakken en kakkerlakken en ruimen grote hoeveelheden plaaginsecten op. Ze zijn daarom zeer nuttig voor de mens, maar enkele soorten hebben ook hun nadelen. Van Amerikaanse brulkikkers die leven bij viskwekerijen is bekend dat zo'n 30% van de dieren vis in de maag heeft. Ook kunnen de kikkervisjes een belangrijke voedselconcurrent zijn voor jonge vissen.

### Voortplanting

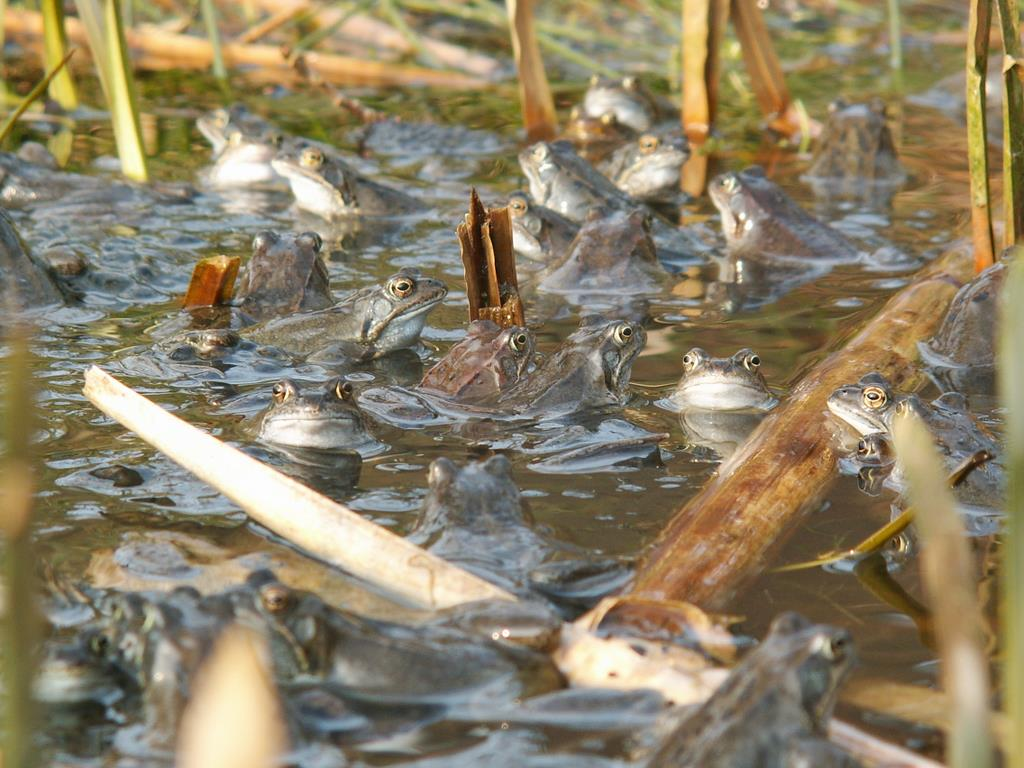
De mannetjes van de bruine kikker komen massaal naar het water tijdens de paartijd.

Amfibieën onderscheiden zich voornamelijk van andere dieren in de voortplanting. Kikkers kennen in principe een uitwendige bevruchting en maken geen gebruik van een spermatofoor, zoals veel salamanders. De bevruchting vertoont veel overeenkomsten met die van de vissen. Een ander typisch kenmerk van de amfibieën is het ontbreken van een embryonaal vlies en een eierschaal ter bescherming van het embryo.
Het larvale stadium is uniek binnen de gewervelden; kikkers kennen een volledige metamorfose waarbij de larve totaal niet lijkt op het volwassen dier. Herpetoloog Dr. Tyrone Hayes beschrijft de kikker als volgt: "...this is an animal that's really two animals in one. In one tiny little egg, it has the entire genome to make two completely different animals." (Vertaling: "...dit is een dier dat wezenlijk twee dieren ineen is. In ėėn klein eitje, zit het complete genoom om twee totaal verschillende dieren voort te brengen.")
De mannetjes en de vrouwtjes zijn voornamelijk te onderscheiden aan de lengte; bij de meeste kikkers worden de vrouwtjes beduidend groter dan de mannetjes. Mannetjes hebben daarnaast verdikte paarkussentjes of copulatieborstels aan de voorpoot. Deze dienen om het vrouwtje beter vast te kunnen houden tijdens de amplexus. Slechts enkele soorten kennen een dusdanig sterk seksueel dimorfisme dat lange tijd gedacht werd dat de mannetjes en vrouwtjes tot verschillende soorten behoorden. Een voorbeeld is de rode pad (Ollotis periglenes), waarvan de mannetjes helder oranje van kleur zijn maar de vrouwtjes daarentegen hebben een bonte vlekkentekening op een donkere basiskleur.
Kikkers lokken elkaar niet met kleuren, geuren of bepaald gedrag, maar door paargeluiden die geproduceerd worden door lucht uit de longen langs het strottenhoofd te persen die de stembanden doen trillen. Het geluid wordt versterkt door de zogenaamde kwaakblaas, die dient als klankkast en kan bestaan uit een enkele blaas onder de keel of een gepaarde blaas aan weerszijden van de kop. De lucht in de kwaakblaas ontsnapt niet via de neusgaten of mond maar wordt teruggevoerd in de longen om zo lucht en energie te sparen. Het kwaken is een relatief energieverslindende bezigheid voor de kikker, die zijn reserves bij alle andere activiteiten in zijn leven juist zo veel mogelijk spaart. Rietkikkers en sommige boomkikkers en pijlgifkikkers maken gedurende de paartijd, die soms het hele jaar beslaat, zeer hoge en harde geluiden om de andere sekse te lokken. Het geluid dat ze produceren kan de menselijke pijngrens bereiken en de kikkers worden door de lokale bevolking als plaag gezien omdat ze mensen uit hun slaap houden.
Kikkers zijn de enige dieren die kunnen 'kwaken', de huid van de wangen of keel is sterk oprekbaar en dient als klankkast om geluiden voort te brengen. Kikkers die kwaken zijn in de regel de mannetjes en iedere soort heeft zijn eigen toonhoogte, frequentie en duur van de roep, hierdoor lokt een mannetje geen vrouwtjes van een andere soort.
Een sterk opgeblazen kwaakblaas is vaak bijna doorzichtig en sommige soorten kunnen de kwaakblaas zo ver opblazen dat deze bijna net zo groot is als de kikker zelf en het dier lijkt te ontploffen, een voorbeeld is de eikpad. De roep van deze soort staat bekend als een van de luidste uit de dierenwereld en het fluitende geluid doet pijn aan de oren. Andere soorten die zeer hard kunnen kwaken komen uit de familie Hyperoliidae, deze kikkers worden ook wel fluitkikkers genoemd. Sommige kikkers maken meer zagende, blaffende of knorrende geluiden. Een bijzondere soort is de knoflookpad, deze kikker kwaakt onder water om vrouwtjes te lokken. De Chinese soort Odorrana tormota heeft een bij amfibieën ongebruikelijke specialisatie die normaal gesproken alleen voorkomt bij vleermuizen en dolfijnen. Deze kikker kan ultrageluid produceren met de kwaakblaas en ook is het trommelvlies aangepast zodat de andere sekse het geluid kan horen. Het trommelvlies is hiertoe komvormig en is dicht bij het binnenoor gepositioneerd. Deze aanpassing dient waarschijnlijk om boven het geluid van klaterend water en andere dierengeluiden uit te komen. Bij enkele soorten, zoals de klauwkikker, is het juist het vrouwtje dat kwaakt en zo aan de mannetjes laat weten dat ze paringsbereid is.

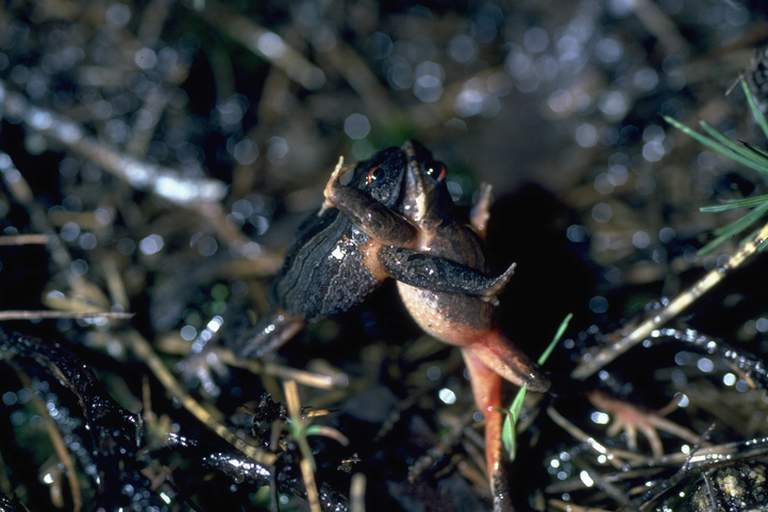
Vechtende mannetjes van de soort Crinia georgiana.

Bij een aantal soorten verdedigen de mannetjes hun territorium fel. Als ze het gekwaak van mannelijke soortgenoten horen gaan ze op zoek naar de concurrent en vechten net zo lang tot het andere mannetje vlucht of tot de dood erop volgt, een voorbeeld is de aardbeikikker (Oophaga pumilio). Bij andere soorten, zoals Adelotus brevis, hebben de mannetjes een paar opvallend grote, bijna slagtandachtige uitsteeksels in de bovenkaak die dienen om concurrenten te bevechten. Van de zogenaamde gladiatorkikkers (onder andere Hypsiboas boans en Hypsiboas faber) is bekend dat ze uitsteeksels aan de tenen hebben waarmee ze mannelijke concurrenten dodelijk kunnen verwonden.
Omdat kikkers een uitwendige bevruchting kennen, maken ze gebruik van een zogenaamde paargreep of amplexus waarbij het mannetje altijd bovenop zit. Tijdens deze reflex verkrampen de voorpoten van het mannetje, waardoor hij goed vastgeklemd zit. Dergelijke wellustige mannetjes nemen het niet zo nauw en klampen soms een verkeerde soort aan, dit kan zelfs een totaal andere diersoort zijn, zoals een salamander of een vis. Ook dode wijfjes die in staat van ontbinding verkeren en zelfs kluiten modder kunnen voor een geschikte partner worden aangezien. Bij de meeste soorten grijpt het mannetje bij de amplexus het vrouwtje bij de oksels, wat amplexus axillaris wordt genoemd. Bij kikkers die elkaar bij de lendenen vastklemmen heet dit een amplexus lumbaris. Deze soorten behoren tot de meer primitieve families als de Pelodytidae en de knoflookpadden.
De eigenlijke bevruchting vindt in de regel onder water plaats. Hierbij kromt het vrouwtje haar rug, wat een voorbode is van de afzet van eieren. Het mannetje herkent dit en loost vervolgens zijn sperma. De mannetjes mengen dus pas tijdens de afzet van de eieren hun sperma met de onbevruchte eieren van de vrouwtjes. Als de eieren uit het vrouwtje glijden worden ze opgevangen in de tot een soort kom gevouwen achterpoten van het mannetje waarna hij zijn zaad laat lopen, zodat zo veel mogelijk eieren worden bevrucht. Tijdens de ejaculatie nemen zowel het mannetje als het vrouwtje een sterk verkrampte houding aan. Hierbij is de rug van het vrouwtje is sterk gekromd en de ogen van het mannetje zijn gesloten. Er zijn maar enkele soorten waarvan bekend is dat ze een inwendige bevruchting kennen. Voorbeelden zijn de soorten uit het geslacht levendbarende padden (Nectophrynoides) en de staartkikker (Ascaphus truei). De mannetjes van deze laatste soort hebben een gespierde, staartachtige structuur aan de achterzijde die bij de paring wordt ingebracht bij het vrouwtje. Dit functioneel gezien op een penis lijkend orgaan is een aanpassing op de snel stromende beken waar de kikker in leeft. Het sperma zou bij een normale bevruchting snel wegspoelen.

### Ontwikkeling

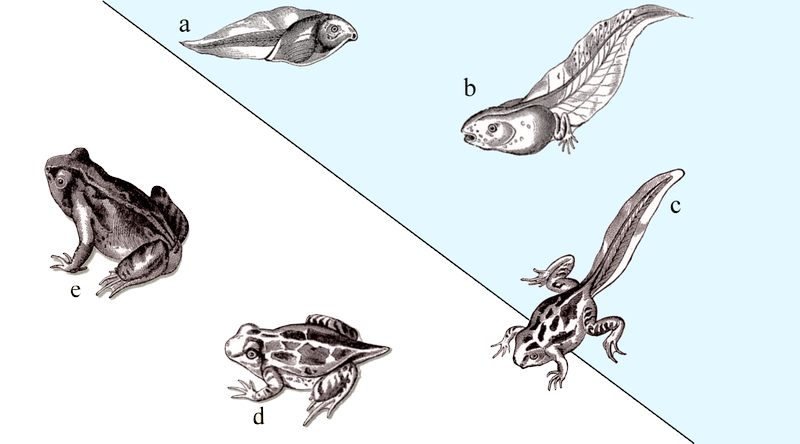
De ontwikkeling van de larven
(1885-1890), Meyers Konversations-Lexikon
----

De eiomhulsels van kikkers zijn meestal gelatineus en doorzichtig. De eieren worden afgezet in grote, ovale massa's, die wel kikkerdril worden genoemd. De eiermassa kan worden afgezet in grote of kleine klompen of in snoeren. Het aantal varieert van enkele tientallen tot honderden en kan oplopen tot duizenden eieren per legsel. De eieren hebben een dun, vliezig omhulsel dat wordt aangemaakt door de eileiders en opzwelt zodra het met water in contact komt. De eieren drijven vlak onder het wateroppervlak of worden aan ondergedoken planten bevestigd zodat de embryo's meer zuurstof verkrijgen. De eieren worden vaak in stilstaande wateren afgezet om te voorkomen dat de embryo's te veel door elkaar worden geschud, soorten die de eieren in stromende wateren afzetten bevestigen deze vaak aan of onder stenen zodat ze niet wegspoelen.
Afhankelijk van de soort bedraagt de incubatietijd ongeveer enkele dagen. Van sommige soorten, zoals Melanophryniscus stelzneri, is bekend dat de eieren binnen 24 uur uitkomen, wat uitzonderlijk snel is voor een embryonale ontwikkeling van een gewerveld dier. Tropische soorten zetten vaak gedurende het gehele jaar eieren af, soorten in gematigde streken produceren jaarlijks nageslacht of slaan een jaartje over om energie op te doen.
Soms zijn de eieren niet bevrucht of raken ze geïnfecteerd door schimmels waardoor ze sterven; ze worden dan wit van kleur.
Nadat het embryonale stadium is doorlopen komen de eieren uit en verschijnen de kikkervisjes, de nog pootloze maar van kieuwen voorziene larven leven de eerste dagen van de dooier. Het zijn eerst nog kleine pootloze, zwarte en wormachtige diertjes met kleine kieuwen. Kikkervisjes van sommige soorten maken geen pigment aan, waardoor ze bijna doorzichtig zijn. Vlak na hun geboorte zijn de larven weinig mobiel, maar ze ontwikkelen al snel een gespierde staart waardoor ze zich kunnen verspreiden en naar voedsel kunnen zoeken.
Na enige tijd ontwikkelen zich de achterpoten en later komen de voorpoten tevoorschijn. De voorpoten groeien net zo snel als de achterpoten maar zijn de eerste tijd niet zichtbaar omdat ze zich ontwikkelen in de kieuwzakken. Ze zijn dus niet te zien tot ze uiteindelijk 'doorbreken'. Later verdwijnen de kieuwen en staart, de bijna volledig ontwikkelde larven kruipen dan op het land en lijken uiterlijk al op een kikker, hoewel ze nog niet geslachtsrijp zijn. De meeste soorten doorlopen de embryonale en larvale ontwikkeling binnen enkele weken tot maanden. Sommige kikkers kennen een meerjarig larvaal stadium. Dit heeft te maken met een lage temperatuur tijdens de ontwikkeling: een voldoende hoge temperatuur is van grote invloed op de ontwikkelingsduur. De meeste kikkers zoeken slechts tijdens de paartijd het water op voor de afzet van eieren en leven de rest van het jaar op het land.
Er is bekend dat van veel soorten, waaronder in Nederland en België levende kikkers, de larven onder bepaalde omstandigheden erg groot kunnen worden, wat de reusvorm wordt genoemd. Na de metamorfose zijn de kikkers echter niet groter dan andere exemplaren. Een extreem voorbeeld is de paradoxale kikker (Pseudis paradoxa), waarvan het kikkervisje een lengte van 25 centimeter kan bereiken terwijl de kikker maximaal 5 cm meet.

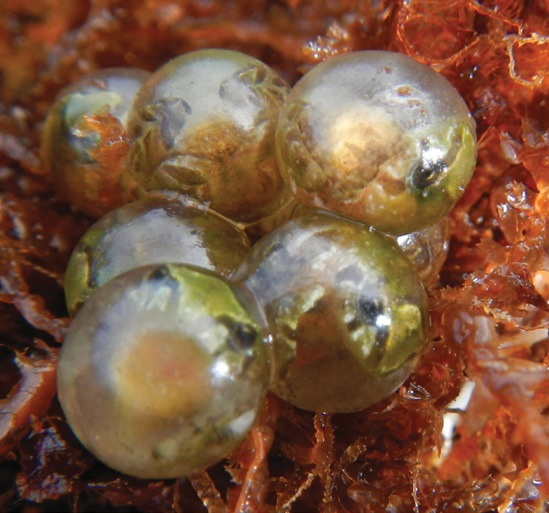
Sommige kikkers kennen geen larvestadium en ontwikkelen zich volledig in het ei. Afgebeeld zijn de eieren van Phrynopus curator, de kleine kikkertjes zijn al te zien.

Kikkers zijn vrijwel altijd eierleggend, alleen de soorten uit geslacht Nectophrynoides zijn, althans voor zover bekend, eierlevendbarend. De jongen komen levend ter wereld en zowel het embryonale als het larvale stadium worden volledig in het ei voltrokken. Ze kennen ook een inwendige bevruchting, wat eveneens uitzonderlijk is binnen de kikkers.
Er bestaan bij de kikkers ook veel hybriden, dit zijn vruchtbare kruisingen tussen verschillende soorten of ondersoorten. De determinatie van deze kikkers is vaak niet eenvoudig omdat kenmerken van de dieren kunnen overlappen met die van beide oudersoorten.

### Vijanden

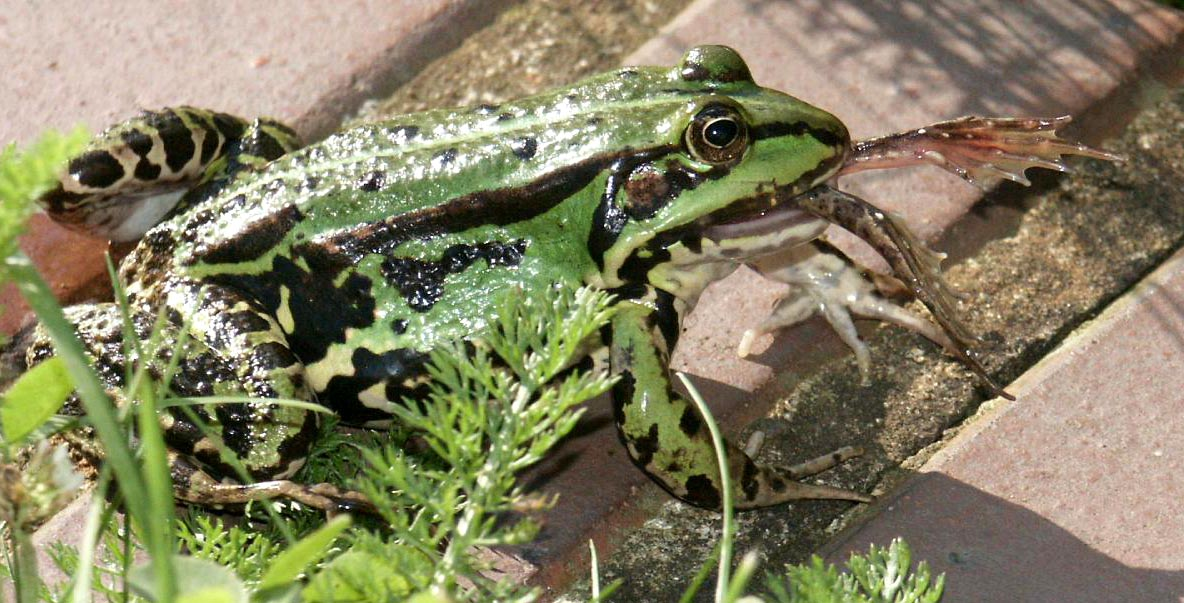
Een middelste groene kikker (Pelophylax kl. esculentus) eet een andere kikker.

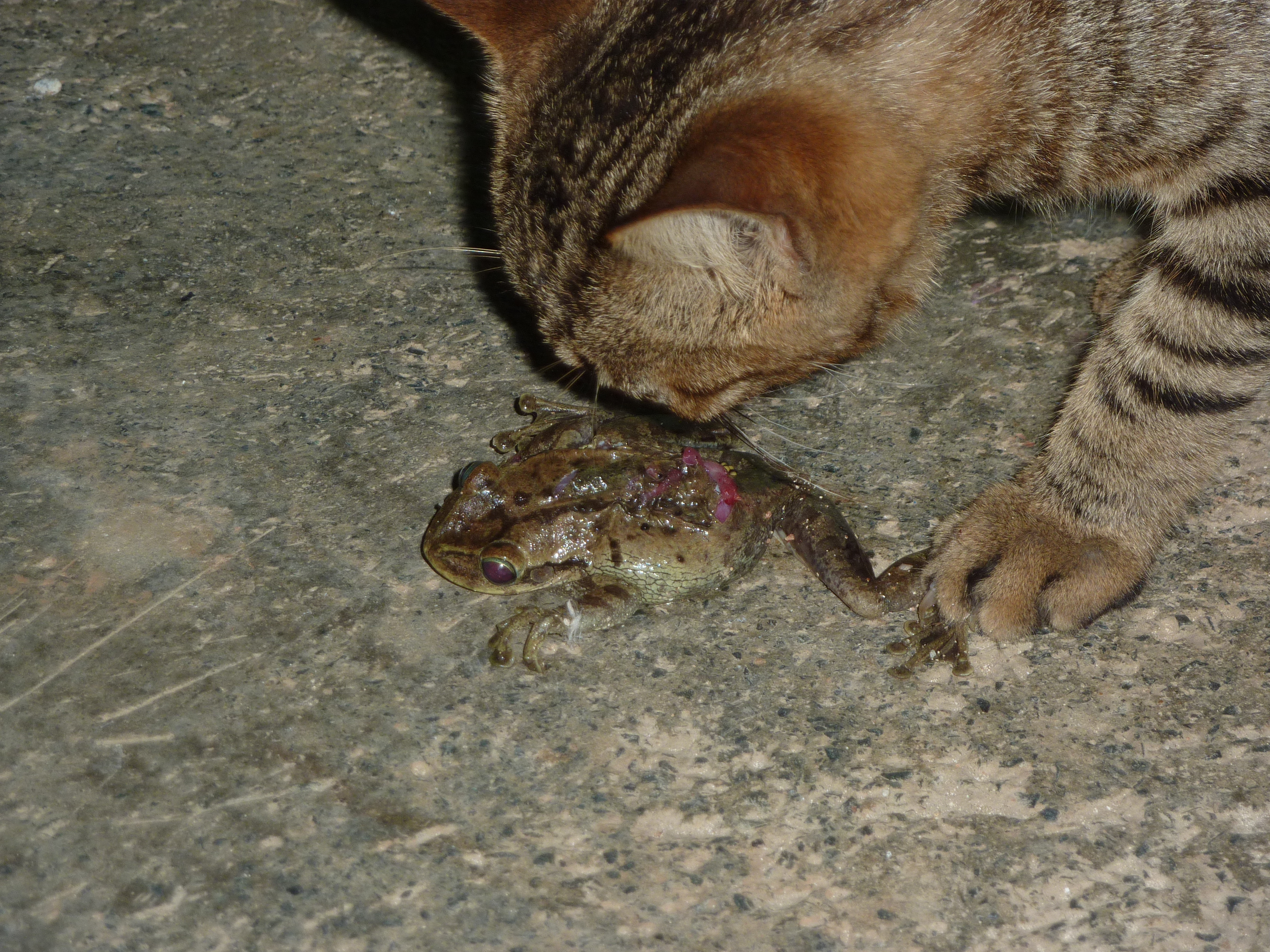
Huisdieren als katten eten soms ook kikkers.

Er zijn er veel dieren die kikkers eten, vooral slangen, vogels, schildpadden, hagedissen, rovende zoogdieren en grote vissen. Voor veel dieren, zoals jonge krokodilachtigen, zijn kikkers een onmisbare bron van voedsel om te overleven. Veel soorten die eigenlijk andere prooien eten pakken soms ook wel een kikker, een voorbeeld is de egel, die voornamelijk van insecten leeft. In Nederland en België worden kikkers voornamelijk gegeten door vogels, zoals de kraai, de roerdomp en met name de blauwe reiger, die voornamelijk van kikkers leeft. Ook de ringslang eet vrijwel uitsluitend kikkers en struint de oevers af. In het water leven vijanden zoals de snoek en de otter, de kikker vlucht dan door naar de bodem te zwemmen met de gespierde achterpoten en zich in de modder te verschuilen. Andere vijanden in de Benelux zijn de marter en de bunzing.
Kikkers zijn kannibalistisch en eten als ze de kans krijgen kleinere kikkers, zelfs kleinere soortgenoten worden niet gespaard. Dit geldt overigens ook voor de larven die zich bij voedseltekort aan elkaar vergrijpen.
Kikkers hebben zoals alle dieren te lijden onder parasieten zoals de knutten, een groep van muggen uit het geslacht Corethrella die gespecialiseerd zijn in kikkers.
Sommige vliegen, zoals Lucilia bufonivora, leggen larven in de neusholte van kikkers. De maden vreten zich vervolgens een weg door de kop van de levende kikker, tot de dood erop volgt.
De parasitaire lintworm Spirometra mansonoides is een parasiet die onder andere kikkers aantast en een zeer complexe levenscyclus kent. De worm begint als microscopisch kleine larve die kleine dieren als kreeftachtigen en kikkervisjes infecteert. Deze krijgen na een infectie misvormingen zoals meer of juist minder poten. De volwassen worm leeft uiteindelijk in grotere zoogdieren als tijgers en andere katachtigen. De worm tast ook andere amfibieën aan, zoals salamanders.

### Verdediging

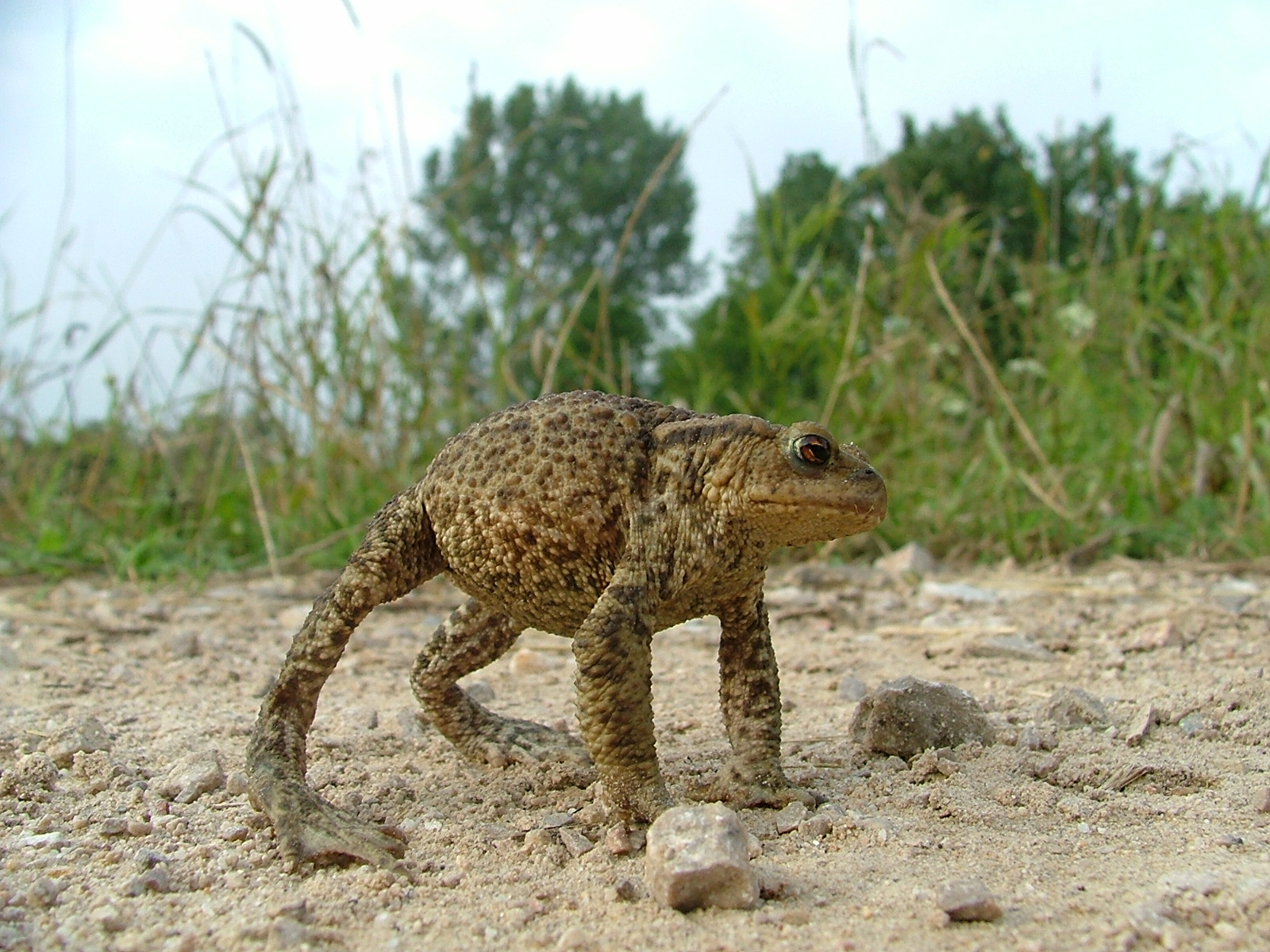
Veel padden kennen een reflex waarbij ze zich volzuigen met lucht en zich oprichten om groter te lijken als ze geconfronteerd worden met een slang. Hier de gewone pad in deze typische verdedigingshouding.

De belangrijkste vorm van passieve verdediging is het aan de omgeving aangepaste uiterlijk. Veel kikkers zijn goed gecamoufleerd door een op de leefomgeving afgestemde kleur tot een op een blad lijkende lichaamsvorm.
Actieve verdediging bestaat meestal uit wegvluchten bij gevaar, veel soorten springen in het water en duiken een tijdje onder. Kikkers die in het nauw worden gedreven, blijven meestal zitten en houden zich dood. Veel kikkers die wat groter worden, kennen een breed scala aan bluf- of dreiggedrag. Met name landbewonende soorten kunnen zich vol met lucht blazen bij gevaar, zodat ze vast komen te zitten in het hol en een vijand ze er niet uit krijgt. Dit is overigens ook een verdedigingsstrategie bij veel hagedissen. Hetzelfde gedrag vertonen kikkers bij een confrontatie met slangen, naast een vergroot lichaamsvolume wordt een pose aangenomen die het dier nog groter doet lijken door hoog op te poten te staan. Zo lijkt de kikker groter en boller en is het voor de slang moeilijker de kikker op te eten. Slechts enkele soorten zullen een belager bespringen en soms kan een beet worden uitgedeeld. Een voorbeeld is de soort Lepidobatrachus laevis, die twee dolkachtige uitsteeksels in de bovenkaak heeft. Deze worden voornamelijk gebruikt om soortgenoten te bevechten in de paartijd, maar kunnen ook voor de verdediging worden ingezet en de huid van zoogdieren als de mens penetreren.
Over de verschillende vormen van actieve verdediging is nog weinig bekend, van enkele soorten weten we dat de verdediging al begint in het ei. De larven van Duellmanohyla uranochroa bijvoorbeeld zijn in staat om voortijdig het ei te verlaten als ze worden aangevallen. De eieren worden onder een blad geplakt dat boven het water hangt, als slangen de eieren opeten herkennen de larven de trillingen als gevaar en verlaten het ei vroegtijdig waarna ze in het water vallen. Ze zijn dan nog niet helemaal ontwikkeld maar hebben zo wel een grotere overlevingskans Het is ook bekend dat de larven van deze soort zich heel snel ontwikkelen als er veel vijanden in het water leven, maar juist een langzame ontwikkeling kennen als er op de oever veel spinnen lopen.

#### Camouflage

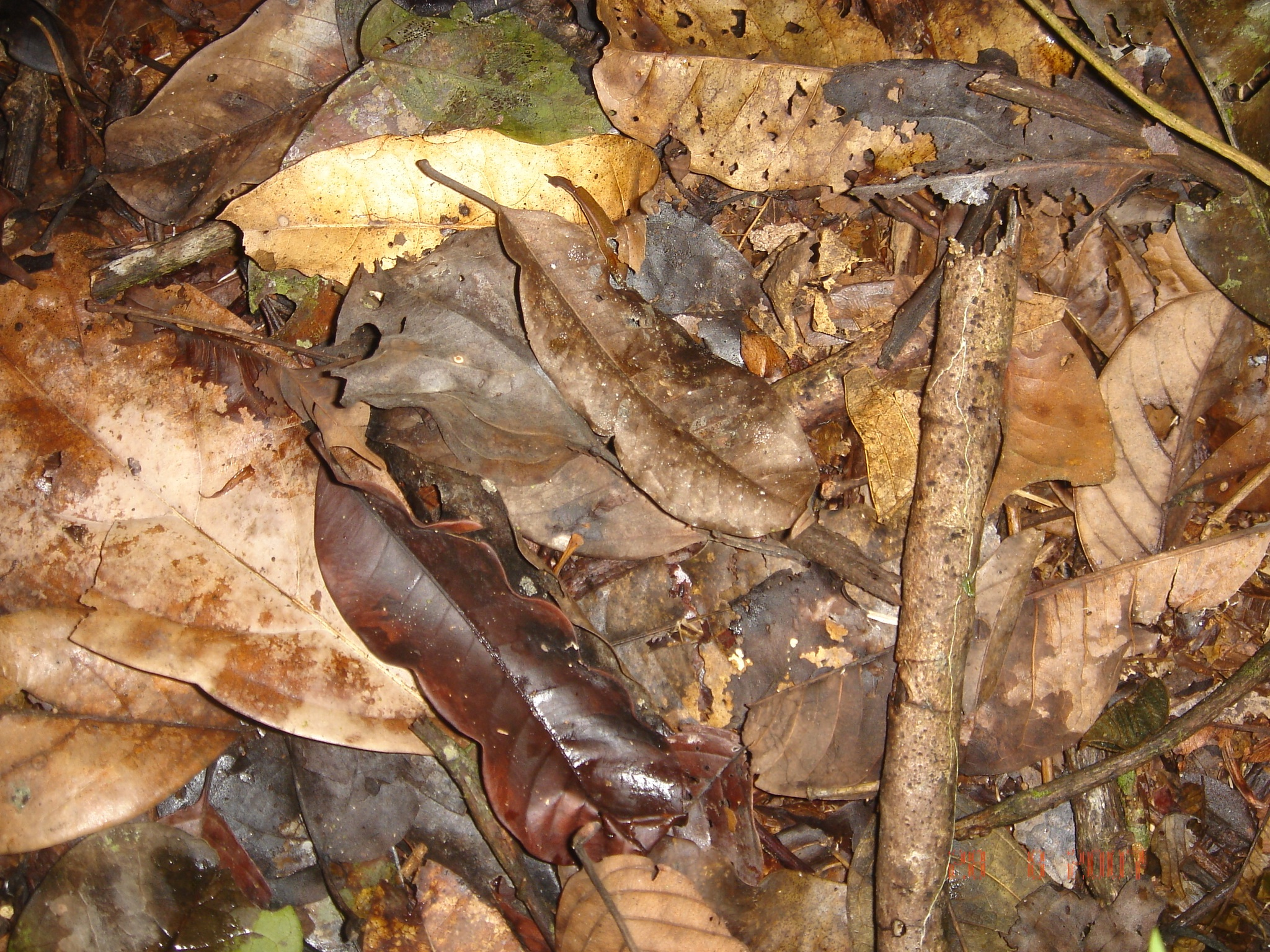
Kikkers zijn vaak goed gecamoufleerd, dit tussen de bladeren schuilende exemplaar is zeer moeilijk te onderscheiden van de ondergrond.

De meeste soorten kikkers hebben een groene, bruine of grijze kleur, vaak met grillige vlekken om minder goed zichtbaar te zijn voor vijanden. Sommige soorten hebben naast camouflagekleuren ook een aantal lichaamsaanpassingen die ze nog beter doen wegvallen tegen de achtergrond. Veel soorten hebben twee plooien aan weerszijden van de rug, die dorsolaterale lijsten worden genoemd. Vaak is de kleur tussen deze lijsten (op het midden van de rug) anders dan de kleur onder de lijsten (op de flanken). Hierdoor zijn kikkers vanuit de lucht moeilijker te zien: het lichaam wordt door deze schakering in drieën verdeeld, waardoor het dier beter wegvalt tegen de achtergrond.
De structuur van de huid ondersteunt de camouflage, soorten die in bomen leven plakken vaak aan bladeren en hebben een groene kleur en gladde huid om niet op te vallen. Soorten die op de bodem leven hebben over het algemeen een korrelige huid en een bruine kleur om aan de aandacht van vijanden te ontsnappen.
Enkele soorten hebben hoornachtige uitsteeksels boven de ogen, die echter niet verhard zijn maar bestaan uit zacht huidweefsel. Ze dienen dan ook niet ter verdediging maar om de lichaamsvorm grilliger te maken zodat de kikker minder opvalt. Sommige soorten hebben onregelmatige huidplooien op de rug en flanken die doen denken aan de nerven van een blad. Deze aanpassingen komen alleen voor bij soorten die op de bodem leven; ze vallen door het bladachtige uiterlijk vrijwel volledig weg tegen de achtergrond. Een voorbeeld van deze bladachtige kikkers vinden we bij het geslacht Ceratobatrachus. Een aantal soorten uit verschillende families heeft vele kleine stekelachtige structuren op de rug, die eveneens niet verhard zijn maar de kikker doen lijken op een pluk mos.
De glaskikkers danken hun naam aan de halfdoorzichtige huid maar dit varieert enigszins per soort. Met name aan de buikzijde zijn vrijwel alle organen zichtbaar. Bij veel soorten glaskikkers, maar ook bij boomkikkers uit de onderfamilie Phyllomedusinae is ontdekt dat de huid dezelfde golflengte infrarood licht weerkaatst als planten, wat waarschijnlijk een aanpassing is om niet op te vallen voor vijanden. Wetenschappers denken dat dit vooral dient om zich te camoufleren voor slangen. Slangen als boa's en pythons bezitten receptoren voor infrarood aan de voorzijde van de kop (de labiale groeven genoemd) waarmee prooien worden opgespoord.

#### Schrikkleuren
Een aantal kikkers heeft felle kleuren om aan te geven dat ze oneetbaar of giftig zijn of gebruiken schrikkleuren om vijanden af te schrikken. Het bekendst zijn de pijlgifkikkers, die alle kleuren van de regenboog kunnen hebben. Zo komen rode, blauwe, gele, felgroene, oranje en wit-met zwarte soorten voor. Naast pijlgifkikkers zijn er ook andere soorten die een opvallende kleur hebben. Voorbeelden zijn de tomaatkikker (Dyscophus antongilii) uit Madagaskar en de rode pad (Ollotis periglenes) uit Brazilië, die respectievelijk dieprood en helderoranje van kleur zijn.
Een aantal soorten heeft onopvallende kleuren op de rugzijde, maar felle rode of gele kleuren aan de buikzijde en onderzijde van de poten. Het bekendst zijn de vuurbuikpadden die hier de naam aan te danken hebben, maar ook sommige andere kikkers hebben felle buikkleuren. Bij verstoring kromt de kikker de poten boven het lichaam, waardoor de schrikkleuren onder de poten zichtbaar worden. Dit onnatuurlijke gedrag, de buik is immers het kwetsbaarst, wordt ook wel het unkenreflex genoemd. Het unkenreflex is een kolderiek gezicht omdat het net lijkt of de kikker uit wanhoop zijn poten boven het hoofd houdt. Als een vijand de kikker omdraait, wordt ook de felle buik zichtbaar.
Een veel gebruikt trucje is de felle kleur aan de binnenzijde van de dijen die niet te zien is zolang de kikker stilzit. Pas als het dier wegspringt, komt de schrikkleur tevoorschijn waardoor een vijand wordt afgeleid en de kikker kan ontsnappen. De vieroogkikker (Eupemphix nattereri) gaat nog verder, deze soort heeft oogvlekken aan de achterzijde van de dijen, die in rust verborgen zijn. Als een vijand nadert, gaat de kikker op de poten staan en laat zijn gevlekte achterkant zien, waarbij de ogen zichtbaar worden. Deze vorm van bluf komt ook bij andere dieren voor, zoals de dagpauwoog, een vlindersoort.
Er zijn ook soorten met daadwerkelijk fel gekleurde ogen, zoals de roodoogmakikikker. Dergelijke soorten hebben, zoals de naam al aangeeft, helder rode ogen die in rust worden ingetrokken en niet goed zichtbaar zijn. Bij verstoring worden de ogen zichtbaar en komt de bloedrode kleur tevoorschijn.

#### Giftige kikkers

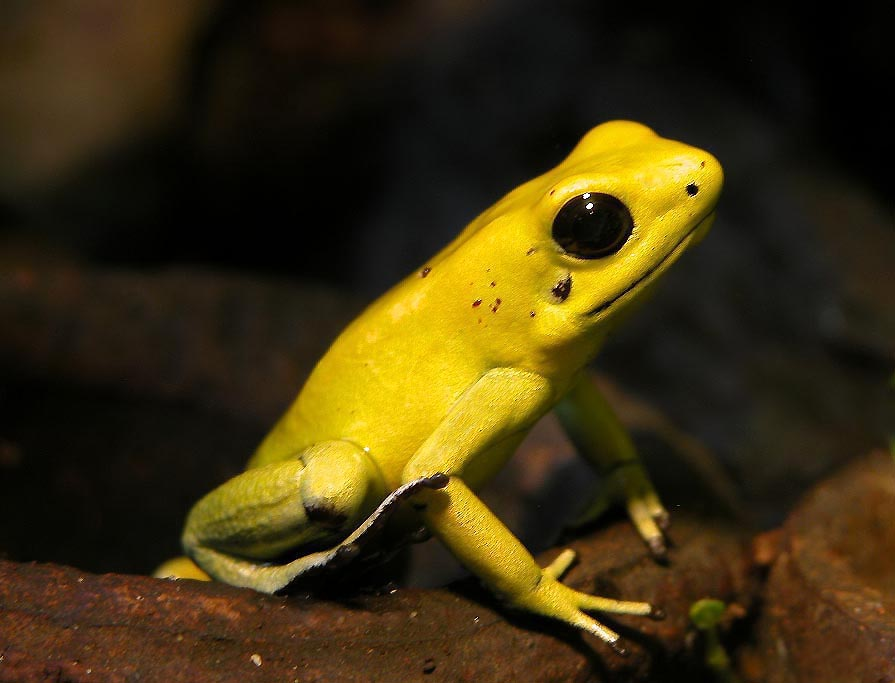
Phyllobates terribilis is de giftigste kikker voor zover bekend.

Kikkers hebben gifklieren, waarvan de parotoïden vaak het duidelijkst zichtbaar zijn, deze zijn net achter de ogen gepositioneerd. De knoflookpadden en de vuurbuikpadden scheiden een stof af die ruikt naar knoflook of uien, bij de gewone pad doet de geur denken aan vanille. De uitscheiding smaakt zeer bitter en irriteert de slijmvliezen maar is niet gevaarlijk. Het kan ook irritaties aan de ogen veroorzaken als het bijvoorbeeld via de vingers wordt overgebracht.
Bij een aantal tropische soorten worden echter verschillende zeer toxische verbindingen uitgescheiden waarvan het effect varieert van hevige irritatie tot verlammingsverschijnselen, het gif kan bij sommige soorten fataal zijn. Het neurotoxine van de giftigste soort, de pijlgifkikker Phyllobates terribilis kan inname van slechts 2 microgram van het secreet dodelijk zijn voor de mens. Natuurlijke vijanden zijn overigens niet zelden immuun voor de door kikkers uitgescheiden giftige verbindingen. Ze kunnen zo de giftigste kikkers eten zonder hier schade aan te ondervinden, een voorbeeld is de slang Liophis epinephelus. Het gif bevat vaak een sterke antibacteriële werking, waardoor de verbindingen onderzocht worden in de geneeskunde.
Giftige kikkers met felle kleuren behoren niet altijd tot de pijlgifkikkers, ook soorten uit het geslacht Mantella, behorend tot de familie Mantellidae zijn fel van kleur en erg giftig. Dit is echter een vorm van convergente evolutie omdat de groepen duizenden kilometer van elkaar verwijderd zijn en niet aan elkaar verwant lijken. Sommige onschuldige soorten imiteren giftige soorten zoals de niet-giftige Allobates zaparo, die zowel de giftige Ameerega bilinguis als de zeer giftige Ameerega parvula imiteert. Deze drie soorten zijn nauwelijks uit elkaar te houden.
Giftige kikkers kunnen gevaarlijk zijn voor mensen en vooral voor huisdieren, die onbekend zijn met de lokale soorten omdat ze niet weten welke soorten ze beter kunnen ontwijken in tegenstelling tot inheemse diersoorten.

## Bedreiging door de mens

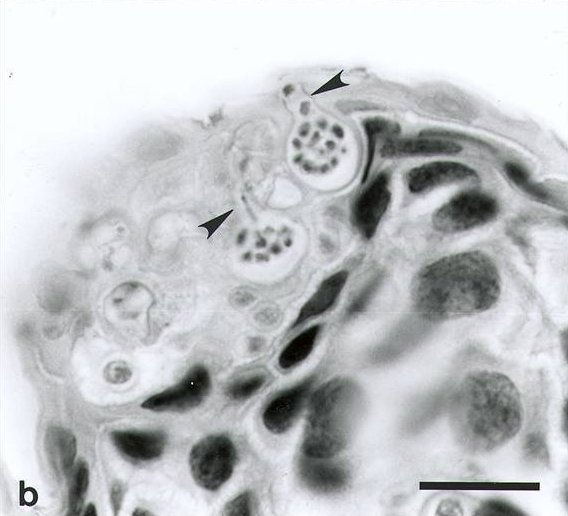
Chytridiomycose bij de soort Atelopus varius, opname van de huid van de buik, de zwarte balk is 35 µm lang. Twee sporangia (sporen bevattende holtes) zijn zichtbaar in de hoornlaag van de huid. De bolvormige holtes hebben een buisvormige verbinding naar het huidoppervlak (aangegeven met pijlen) en zijn hierdoor flesvormig. Uitgaande sporen zijn in beide cellen zowel in de holte als in de 'flessenhals' zichtbaar.

### Vervuiling
Kikkers zijn gevoelig voor vervuiling omdat ze vanwege de complexe ontwikkeling en metamorfose sterk afhankelijk zijn van hormonen. Dit zijn ontwikkelingsregulerende verbindingen die belangrijk zijn voor de ingrijpende transformatie van kikkervisje tot kikker. Door vervuiling kan de hormoonhuishouding verstoord raken en hierdoor ontstaan misvormingen en veranderingen in het uiterlijk, het gedrag en de voortplanting. Het is bekend dat kikkers bijvoorbeeld kleiner blijven, minder gaan eten of minder eieren produceren.
Bij een teveel aan meststoffen in het oppervlaktewater of de bodem wordt de habitat overwoekerd door vegetatie en trekken de dieren weg naar minder begroeide locaties. Vermesting leidt meestal tot verzuring, in een te zuur milieu kunnen kikkers en hun eieren en larven zich niet ontwikkelen.

### Schimmel
De belangrijkste bedreiging is een infectie met de schimmel Batrachochytrium dendrobatidis, die de beruchte ziekte chytridiomycose veroorzaakt. De schimmel is wereldwijd verspreid door toedoen van de mens. Een aantal soorten, zoals de klauwkikker en de reuzenpad, werden in Zuid-Amerika, de Caraïben en Australië als zwangerschapstest gebruikt. Ook de internationale handel in exotische dieren speelt een rol omdat zo kikkers in nieuwe gebieden worden geïntroduceerd, waardoor geïnfecteerde exemplaren nieuwe gebieden kunnen besmetten. Boven op de andere bedreigingen verzwakt de schimmel veel soorten nog verder. De toepassing van bepaalde probiotische bacteriën zou een positieve invloed kunnen hebben maar grootschalige resultaten zijn tot zover bekend uitgebleven.

### Verdwijnen habitat
Door het droogleggen van gebieden voor de landbouw of irrigatie wordt de habitat te droog waardoor de kikkers verdwijnen, evenals het droogleggen van moerassen om van muggen af te komen. Hierdoor verandert het milieu drastisch en maken kikkers geen schijn van kans. Niet alleen droogt het voor de voortplanting en schuilmogelijkheden noodzakelijke oppervlaktewater op, ook prooidieren en de schaduw biedende vegetatie verdwijnen.
De kap van bossen verkleint het leefgebied van veel soorten. Dit is een wereldwijd probleem en geldt niet alleen voor de tropische bossen in Zuid-Amerika. Voorbeelden van Afrikaanse kikkers die hierdoor worden bedreigd zijn de levendbarende pad (Nectophrynoides viviparus) en Leptopelis parkeri.
Het verkeer eist jaarlijks vele slachtoffers, met name soorten die naar het voortplantingswater trekken (zie ook amfibieëntrek) en in gebieden waar zowel veel kikkers als een hoge verkeersdrukte is, zoals Nederland, worden jaarlijks vele dieren platgereden. In door de mens druk bezochte gebieden worden kikkers verstoord in hun levenswijze en vertrekken naar andere gebieden.
Het veranderen van de habitat is voor een deel toe te schrijven aan klimaatverandering, al is het bij veel soorten onbekend welke effecten deze veranderingen precies veroorzaken. Zo zou de opwarming van de aarde een rol spelen bij het verspreiden van de eerder genoemde Batrachochytrium -schimmel. Van een verhoogde ultraviolette straling wordt vermoed dat deze door de eieren van de kikkers wordt geabsorbeerd en beschadigingen veroorzaakt aan het DNA waardoor de kikkers misvormingen vertonen. Eenzelfde effect geeft vervuiling met een aantal chemicaliën.

### Andere menselijke bedreiging

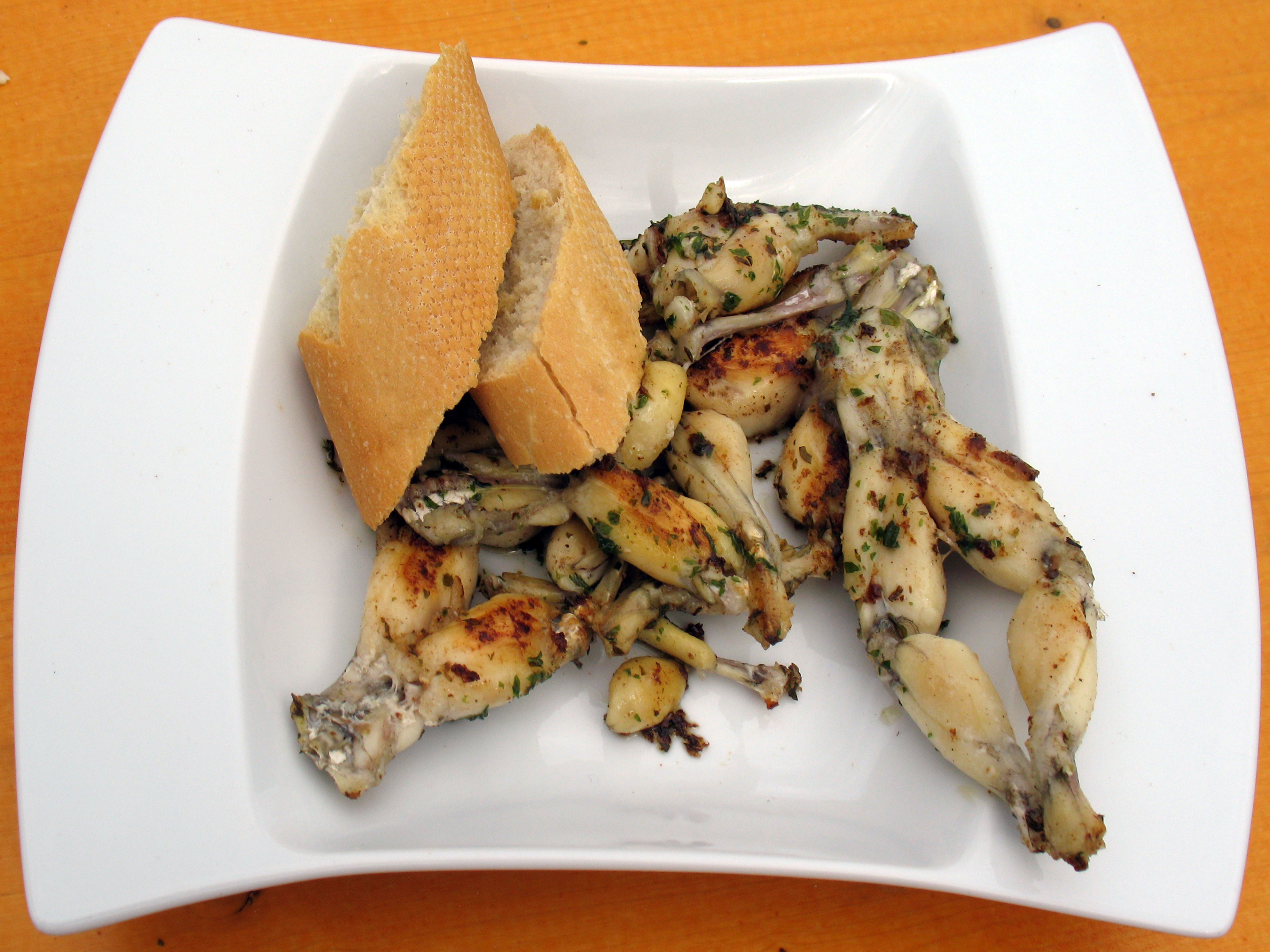
Kikkerbillen geserveerd met stokbrood.

In een aantal streken is de invoer van invasieve soorten de oorzaak van de achteruitgang van amfibieën waaronder kikkers. In Australië bijvoorbeeld worden steeds meer roofvissen uitgezet in de natuur, die de eieren en de larven van kikkers opeten. Daarnaast is er al vele tientallen jaren geleden de agapad uitgezet met als doel insecten te bestrijden. Helaas wordt deze exoot zo groot dat voornamelijk andere grotere dieren worden gegeten waaronder andere kikkers. In België en Nederland zijn sommige poelen door het uitzetten van zonnebaarzen ongeschikt geworden voor zeldzame en bedreigde soorten als de knoflookpad.
Een andere bedreiging is de handel in exotische dieren en andere handelingen waarbij de mens kikkers direct uit hun leefomgeving haalt. Veel soorten kikkers zijn populair in de dierenhandel en worden op grote schaal gevangen in het wild, wat de natuurlijke populaties aantast. Dit geldt met name voor de bedreigde soorten omdat ze exclusief zijn en veel geld opleveren. Kikkers worden daarnaast gevangen en geconsumeerd, bekend zijn de kikkerbilletjes die als een delicatesse worden beschouwd en in de meer exclusieve restaurants op het menu staan.
Kikkers worden in achtergestelde landen door de plaatselijke bevolking gegeten en gezien als bushmeat, een Engelse term voor dierlijk voedsel uit de natuur. Een voorbeeld is de oproep van de militaire junta van Myanmar na de catastrofale tyfoon in 2008 aan de bevolking om geen westers voedsel aan te nemen maar vooral gebruik te maken van de natuur door kikkers te vangen en op te eten.

### Bescherming
Sinds de jaren vijftig is een wereldwijde achteruitgang geconstateerd in het aantal en de verspreiding van de amfibieën. Officieel zijn er in de laatste 500 jaar 34 soorten verdwenen maar over een derde van alle soorten is vrijwel niets bekend, ook niet hoe het met ze gaat. In totaal zijn waarschijnlijk al veel meer soorten verdwenen maar onderzoek hiernaar is moeilijk. In landen als Zimbabwe en Myanmar bijvoorbeeld is vanwege de politieke situatie geen monitoring mogelijk. Enkele fascinerende soorten die worden beschouwd als uitgestorven zijn de knaloranje rode pad en alle soorten die tot de maagbroeders behoren. Bij vrijwel alle reptielen en amfibieën, zoals een aantal salamanders, zijn beschermingsprogramma's opgezet voor bedreigde soorten maar bij de kikkers is dit slechts op zeer beperkte schaal toegepast.
De cijfers over de situatie van de huidige amfibieën, waarvan het grootste deel kikkers, zijn alarmerend; ruim 7% (meer dan 400 soorten) staat op het punt van uitsterven, tegenover 1,8% van de vogels en 3,8% van de zoogdieren. In totaal gaat ruim 40% van alle amfibieën achteruit; de situatie van zo'n 400 soorten is kritiek waarvan bij 200 soorten de oorzaak onbekend is.
Het jaar 2008 is door natuurbeschermingsorganisaties en dierentuinen uitgeroepen tot het jaar van de kikker, in de hoop wereldwijde aandacht te verkrijgen voor de bedreiging van de kikkers.
Over de mogelijke gevolgen voor de mens of de natuurlijke ecosystemen van een verdere achteruitgang of zelfs het uitsterven van een groot deel van de kikkers is nog weinig bekend. Het verdwijnen van de kikkers heeft mogelijk een negatieve impact op de ontwikkeling van toekomstige medicijnen. Daarnaast zullen dieren die voornamelijk van kikkers leven het zeer moeilijk krijgen of ook verdwijnen.

## Kikkers in het dagelijks leven

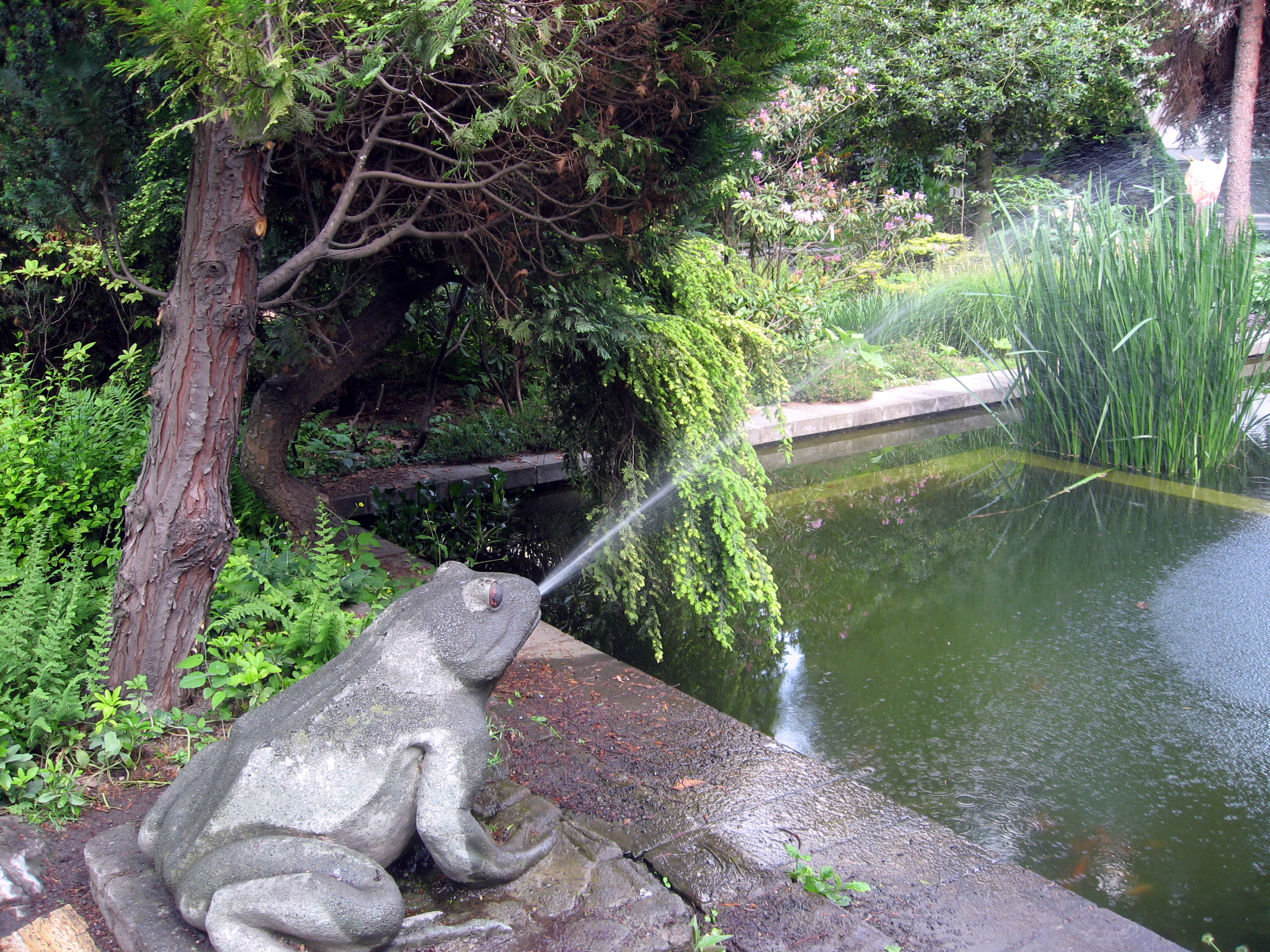
Fontein in de vorm van een kikker.

Net als alle amfibieën zijn kikkers niet erg aaibaar en voelen koud, nat en slijmerig aan. Veel mensen hebben een uitgesproken hekel aan kikkers en vinden ze vies of zijn bang voor kikkers omdat ze onverwachts wegspringen of giftig zouden zijn. Mensen die bang zijn voor kikkers lijden aan Ranidafobie, indien de angst zich toespitst op pad-achtige exemplaren wordt gesproken van Bufonofobie. De meeste kikkers scheiden stoffen uit die bij contact de ogen of de slijmvliezen van de mond of neus irriteert, maar zijn verder ongevaarlijk.
In het dagelijks leven spelen kikkers een bescheiden rol vanwege de verborgen levenswijze. Slechts af en toe komen ze in Nederland en België weleens in het nieuws omdat een bouwproject of evenement geannuleerd wordt na het aantreffen van een zeldzame soort.
Kikkers bereiken soms het nieuws, bijvoorbeeld omdat er een onbekende soort is ontdekt, zoals de in 2003 ontdekte neuskikker. In 2007 haalden Japanse wetenschappers het wereldnieuws door de introductie van een doorzichtige kikker.

### Fabeltjes over kikkers
Over de kikkers bestaan verschillende fabeltjes, mythes en broodjeaapverhalen. Enkele bekendere zijn:
- Kikkers kunnen het weer voorspellen: In westelijk Europa werden kikkers gebruikt om het weer te voorspellen. De veranderende huidkleur van een kikker heeft inderdaad te maken heeft met een andere temperatuur of luchtvochtigheid, maar een accurate weersverwachting is hieruit niet te herleiden. De aboriginals van Australië en de oorspronkelijke bewoners van Amerika beschouwden kikkers als de brengers van regen.[41] Dit is wel te verklaren omdat kikkers die in droge streken leven bij regen massaal tevoorschijn komen vanwege de vaak kortstondige vochtige omstandigheden maar kikkers hebben uiteraard geen invloed op het weer.
- Kikkers zijn giftig: Slechts weinig soorten kikkers zijn gevaarlijk voor de mens, deze soorten komen alleen voor in regenwouden in Azië en Midden- en Zuid-Amerika. Giftige kikkers hebben meestal een felle kleur als waarschuwing voor vijanden, zoals de pijlgifkikkers en sommige mantellas.
- Kikkers zijn heilzaam: In sommige Aziatische landen worden kikkerpoten op open wonden of ooginfecties aangebracht in de veronderstelling dat dit de genezing zal bespoedigen. In werkelijkheid is er een risico op besmetting met parasieten die op de kikkers leven, die via infecties en wonden gemakkelijk binnen kunnen dringen.[27] Een voorbeeld van een dergelijke parasiet is de lintworm Spirometra erinaceieuropaei.
- Padden veroorzaken wratten: Padden of padachtige kikkers hebben geen wratten maar slijm- en gifklieren in de huid die ze een wrattig uiterlijk geven. Wratten bij de mens worden veroorzaakt door een virus en hebben niets met kikkers of padden te maken.[41]
- Kikkers brengen (on)geluk: in Aziatische landen als Japan worden kikkers als geluksbrengers gezien, in andere culturen juist als symbool voor onheil.[41]

### Medisch
Bepaalde kikkers spelen een rol in de biologische of medische sector. Een aantal soorten wordt gebruikt in biologielessen waarbij ze worden opengesneden om de anatomie te bestuderen. Hiervoor worden soorten gebruikt die algemeen voorkomen, zoals de luipaardkikkers in de Verenigde Staten.
De eicellen van verschillende soorten tongloze kikkers worden onderzocht in de genetica. Een recente ontwikkeling is het kweken van kikkers met een meer doorzichtige huid, zodat ze voor de bestudering van de ontwikkeling van de eieren niet meer gedood hoeven worden. In vroegere tijden werd de klauwkikker gebruikt in een zwangerschapstest. Als de urine van een zwangere vrouw wordt geïnjecteerd onder de huid, gaat de kikker eitjes leggen, wat een betrouwbaar resultaat gaf.
De door de huid uitgescheiden verbindingen worden onderzocht op mogelijke medische toepassingen. Het gif van een Zuid-Amerikaanse soort bevat een verbinding die kan worden gebruikt als pijnstiller. De stof heeft een sterkere werking dan morfine maar is minder verslavend.
Niet alleen de giftige stoffen worden onderzocht, ook de antivirale en antibacteriële verbindingen die worden uitgescheiden ter bescherming zijn mogelijk bruikbaar in de geneeskunde.

### In de cultuur

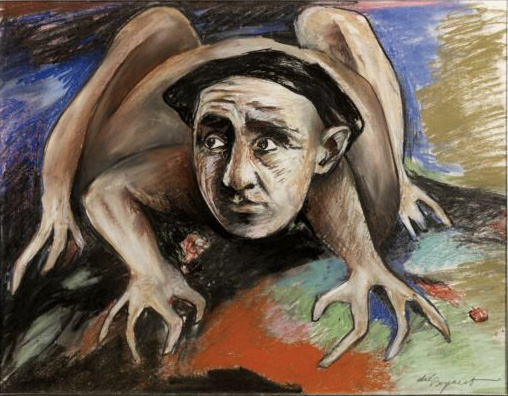
André Bogaert, zelfportret als een kikker.

Ons koude kikkerlandje is een term die wel gebruikt wordt voor en door Nederlanders. Kikkers zijn onderwerp van een aantal spreekwoorden en gezegdes en komen ook terug in allerlei culturen.
Een kikker speelt bijvoorbeeld een rol in het sprookje van de kikkerkoning, waarin een prinses die zich over haar tegenzin heen zet en de 'smerige' kikker kust, waarna deze in een prins verandert. Andere bekende kikkers zijn Kermit de Kikker en Kikker uit de boekenserie van Max Velthuijs.
Enkele voorbeelden van spreekwoorden en gezegdes waarin kikkers een rol spelen zijn:
- Een kruiwagen vol kikkers; een moeilijk in de hand te houden situatie.
- Van een kikker kan men geen veren plukken; men kan geen geld krijgen van iemand zonder vermogen.
- Een kale kikker zijn; erg arm zijn.
- Kikkerbloed hebben; het nooit koud hebben.
- Ergens verkikkerd op zijn; ergens verliefd op zijn.
- Als een kikker op een kluitje; geen bewegingsruimte hebben.
- Een kikker in de keel hebben; een hese stem hebben.
- Een koele kikker zijn; zich niet snel druk maken.
- Waar kikkers zijn daar is ook water; als er veel geruchten zijn is er meestal iets van waar.
- Hij is er af als een kikker van zijn staart; hij heeft helemaal niets meer.
- Hij is een driftkikker (idem: gifkikker); hij is erg opvliegend.

Een bekend kinderliedje over kikkers, Daar zaten zeven kikkertjes van J.P. Heije (1843), begint als volgt:
Daar zaten zeven kikkertjes
Al in een boerensloot,
De sloot was toegevroren,
Ze lagen hallef dood,
Ze kwekten niet, ze kwaakten niet
Van honger en verdriet.

## Evolutie

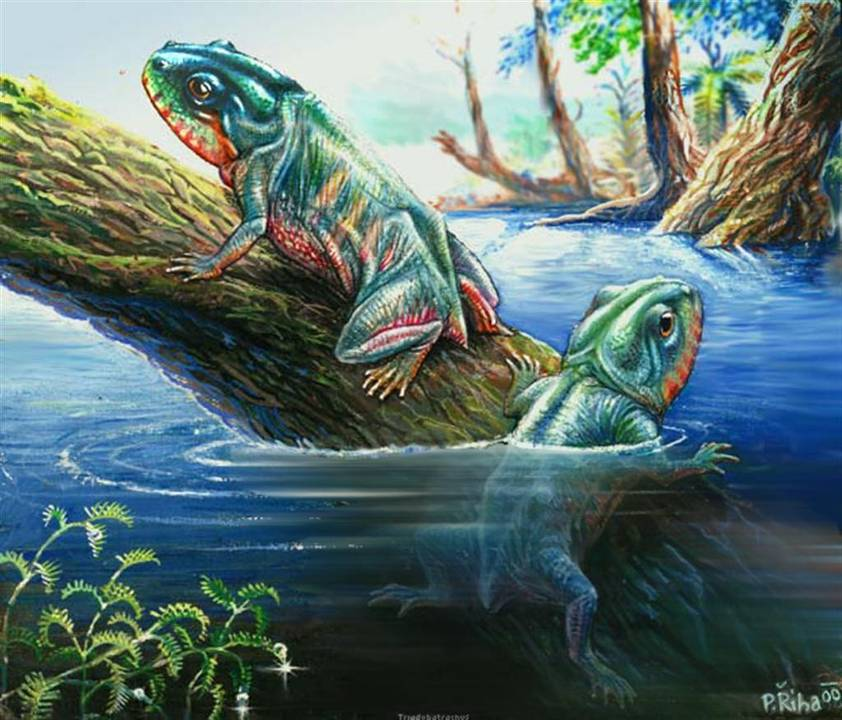
Artistieke impressie van de Triadobatrachus

De eerste amfibieën ontstonden tijdens het laat-Devoon toen soorten leefden als Ichthyostega, een salamanderachtig amfibie dat 370 miljoen jaar geleden op het land kroop. De belangrijkste veranderingen die de Anura hebben ondergaan is het korter worden van het lichaam en het verliezen van de staart. Fossiele kikkers zijn over de hele wereld gevonden, inclusief gebieden waar de Anura tegenwoordig niet meer voorkomen, zoals Antarctica.
Gerobatrachus hottoni is een vrij recent (2008) ontdekte soort die uiterlijk een kruising was tussen een kikker en een salamander. Deze soort leefde 250 miljoen jaar geleden en had een gehoor dat lijkt op dat van de moderne salamanders, maar daarnaast een brede schedel die overeenkomsten vertoont met die van de hedendaagse kikkers.
De oudst bekende vorm van een op een kikker gelijkend amfibie is de soort Triadobatrachus massinoti die komt uit het Onder-Trias en is gevonden op het Afrikaanse eiland Madagaskar. Deze soort is ongeveer 250 miljoen jaar oud en had nog niet alle kenmerken die tegenwoordig aan kikkers worden toegeschreven. Zo leek de schedel al wel op die van een kikker, breed en met grote oogopeningen maar had het dier ook kenmerken die niet gevonden worden bij de moderne amfibieën. Zo was het lichaam langer en het had meer wervels en niet-gefuseerde staartwervels. Dit in tegenstelling tot de moderne kikkers, waarvan de staartwervels versmolten zijn. Ook waren scheen- en kuitbeen nog niet gefuseerd, wat doet vermoeden dat Triadobatrachus geen beste springer was. Het dier wordt daarom als een voorloper van de moderne kikkers beschouwd.
Een andere fossiele kikker van ongeveer dezelfde leeftijd is Prosalirus bitis, deze soort werd ontdekt in 1985 in Arizona. Net zoals Triadobatrachus had ook deze soort geen sterk vergrote achterpoten. Hij bezat al wel het typische, gevorkte bekken dat net als bij de moderne soorten uit drie delen bestond .
De oudste soort die echt tot de kikkers mag worden gerekend is Vieraella herbsti uit het Jura. Deze soort heeft een leeftijd van 188 tot 213 miljoen jaar en is alleen bekend van een afdruk van de rug- en de buikzijde, beide van hetzelfde exemplaar dat ongeveer 33 millimeter lang was. De soort Notobatrachus degiustoi is met een leeftijd van 155 tot 170 miljoen jaar iets jonger. Biologen zijn er nog niet uit of deze kikker verwant is aan de primitieve Leiopelma- soorten, of dat het dier behoort tot een zustergroep van de Anura en daarmee strikt genomen toch niet tot de kikkers kan worden gerekend.

## Indeling
Alle kikkers behoren tot de orde Anura (Fischer von Waldheim, 1813). Vroeger werd de groep aangeduid met de naam Salientia (Merrem, 1820).
Er worden nog jaarlijks nieuwe soorten ontdekt. Nog in de eenentwintigste eeuw zijn vliegende kikkers ontdekt op Sumatra, zeer kleine soorten die werden aangetroffen onder bladeren op Cuba, en in Venezuela is een soort ontdekt die een verschrikkelijke stank verspreidt bij verstoring.
Enkele soorten, zoals Ranitomeya imitator, vertonen zoveel variatie dat lange tijd werd gedacht dat de diverse kleurvariaties tot verschillende soorten behoorden. Met de vondst van nieuwe soorten, en de ontwikkeling van nieuwe technieken om verwantschap te bestuderen, verandert ook de systematiek van deze orde regelmatig. Een voorbeeld zijn de kikkers uit het geslacht Atelopus, die enige tijd als de aparte familie Atelopodidae werden opgevat, maar inmiddels in de familie van de padden worden geplaatst.
De kikkers waren anno 2021 verdeeld over 58 families exclusief de fossiele of meer recent uitgestorven families zoals de Rheobatrachidae. Eerder was de groep verdeeld in ongeveer dertig families; het toegenomen aantal is vrijwel volledig het gevolg van het splitsen van families of het opwaarderen van onderfamilies tot de rang van familie. Ook werden de families in drie onderordes verdeeld, namelijk Archaeobatrachia, Neobatrachia en Mesobatrachia, deze worden nog wel erkend gebaseerd op Frost et al. (2006), Heinicke et al. (2009) en Pyron en Wiens (2011)., maar worden niet meer algemeen onderscheiden vanwege de parafyletische samenstelling ervan. De grootste superfamilie zijn de Brachycephaloidea dat meer als 1200 verschillende soorten omvat, verdeeld over 5 families en 6 onderfamilies. De grootste familie, dat ook binnen de superfamilie Brachycephaloidea behoort is Strabomantidae met meer dan 770 soorten; de kleinste familie zijn de Rhinophrynidae, die slechts één soort telt. Veruit de meeste soorten en groepen van soorten hebben geen Nederlandstalige naam.

### Families
Onderstaand een lijst van alle families van kikkers. De superfamilies en onderfamilies zijn niet opgenomen. De letter m achter een familie staat voor monotypisch. Zie voor een uitgebreider overzicht van de families de lijst van families van kikkers.
- Allophrynidae Savage, 1973
- Alsodidae Mivart, 1869
- Alytidae Fitzinger, 1843
- Aromobatidae Grant, Frost, Caldwell, Gagliardo, Haddad, Kok, Means, Noonan, Schargel & Wheeler, 2006
- Arthroleptidae Mivart, 1869
- Ascaphidae Fejérváry, 1923 – Staartkikkers
- Batrachylidae Gallardo, 1965
- Bombinatoridae Gray, 1825
- Brachycephalidae Günther, 1858
- Brevicipitidae Bonaparte, 1850 – Blaasoppies
- Bufonidae Gray, 1825
- Calyptocephalellidae Reig, 1960
- Centrolenidae Taylor, 1951 – Glaskikkers
- Ceratobatrachidae Boulenger, 1884
- Ceratophryidae Tschudi, 1838
- Ceuthomantidae Heinicke, Duellman, Trueb, Means, MacCulloch & Hedges, 2009
- Conrauidae Dubois, 1992
- Craugastoridae Hedges, Duellman & Heinicke, 2008
- Cycloramphidae Bonaparte, 1850
- Dendrobatidae Cope, 1865 (1850) – Pijlgifkikkers
- Dicroglossidae Anderson, 1871
- Dischidodactylus Lynch, 1979
- Eleutherodactylidae Lutz, 1954
- Heleophrynidae Noble, 1931 – Spookkikkers
- Hemiphractidae Peters, 1862
- Hemisotidae Cope, 1867 – Graafkikkers
- Hylidae Rafinesque, 1815 – Boomkikkers
- Hylodidae Günther, 1858
- Hyperoliidae Laurent, 1943 – Rietkikkers
- Leiopelmatidae Mivart, 1869 – Nieuw-Zeelandse oerkikkers
- Leptodactylidae Werner, 1896 (1838) – Fluitkikkers
- Limnodynastidae Lynch, 1969
- Mantellidae Laurent, 1946 – Gouden kikkers
- Megophryidae Bonaparte, 1850
- Micrixalidae Dubois, Ohler & Biju, 2001
- Microhylidae Günther, 1858 (1843) – Smalbekkikkers
- Myobatrachidae Schlegel, 1850 – Australische fluitkikkers
- Nasikabatrachidae Biju & Bossuyt, 2003
- Nyctibatrachidae Blommers-Schlösser, 1993
- Odontobatrachidae Barej, Schmitz, Günther, Loader, Mahlow & Rödel, 2014
- Odontophrynidae Lynch, 1969
- Pelobatidae Bonaparte, 1850 – Knoflookpadden
- Pelodryadidae Günther, 1858
- Pelodytidae Bonaparte, 1850
- Petropedetidae Noble, 1931
- Phrynobatrachidae Laurent, 1941
- Phyllomedusidae Günther, 1858
- Pipidae Gray, 1825 – Tongloze kikkers
- Ptychadenidae Dubois, 1987
- Pyxicephalidae Bonaparte, 1850
- Ranidae Batsch, 1796 – Echte kikkers
- Ranixalidae Dubois, 1987
- Rhacophoridae Hoffman, 1932 (1858) – Schuimnestboomkikkers
- Rhinodermatidae Bonaparte, 1850
- Rhinophrynidae Günther, 1858 – Mexicaanse gravende padden (m)
- Scaphiopodidae Cope, 1865
- Sooglossidae Noble, 1931 – Seychellenkikkers
- Strabomantidae Hedges, Duellman & Heinecke, 2008
- Telmatobiidae Fitzinger, 1843

Incertae sedis: 
- Geslacht: Atopophrynus
- Geslacht: Geobatrachus

## Afbeeldingen

Heraldiek
Wapen van een deelgemeente van het Franse departement Seine-Maritime
Wapen van Baloži
Wapen van Altenmoor
Wapen van Soual

Cultuur
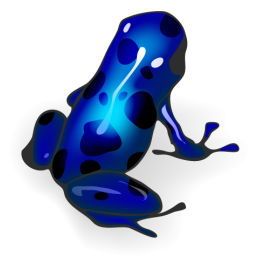
De blauwe pijlgifkikker stond model voor het logo van Vuze, een Java BitTorrent
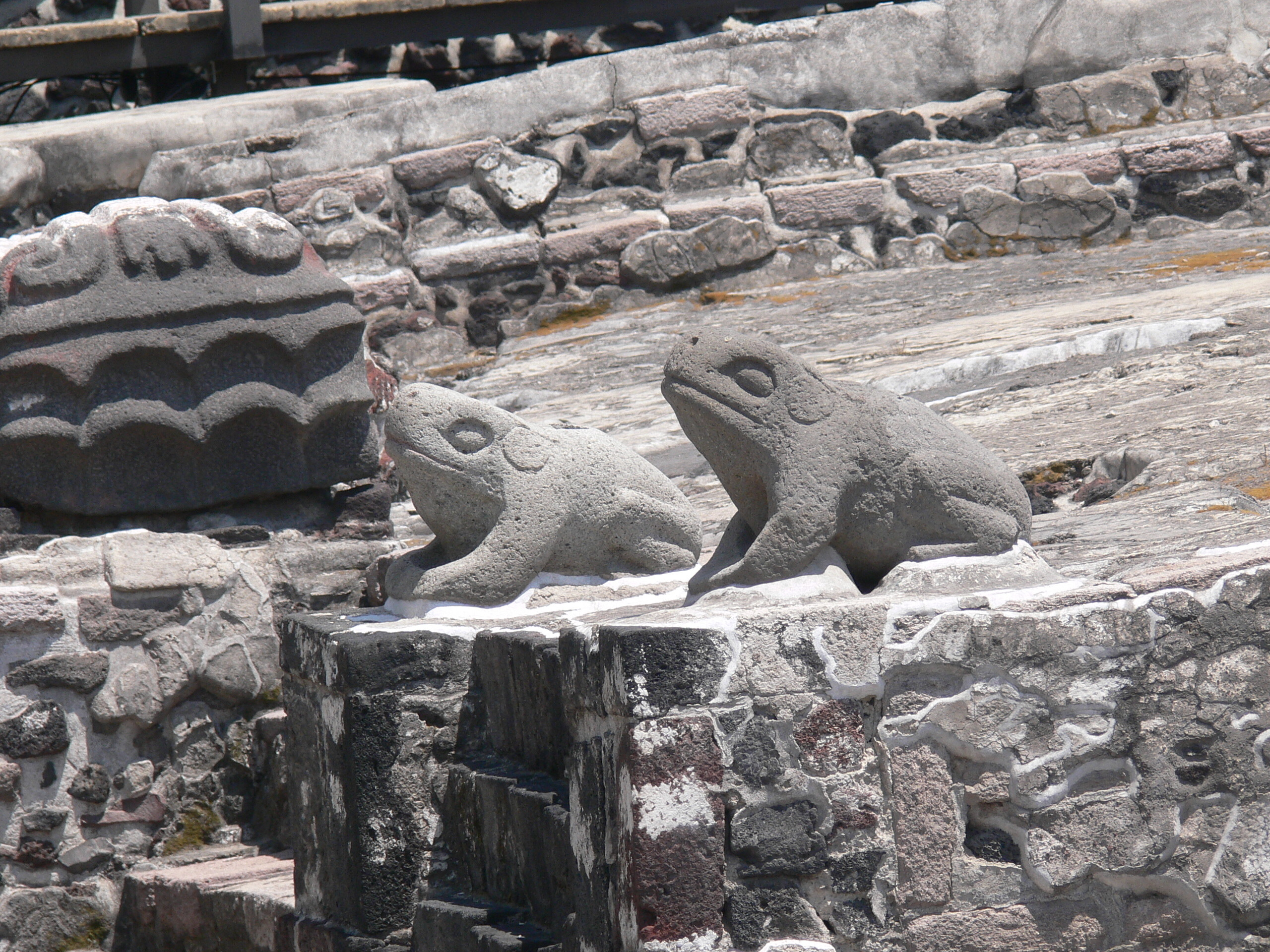
Templo Mayor in Mexico-Stad. Altaar van de padden (1470), een symbool voor water.
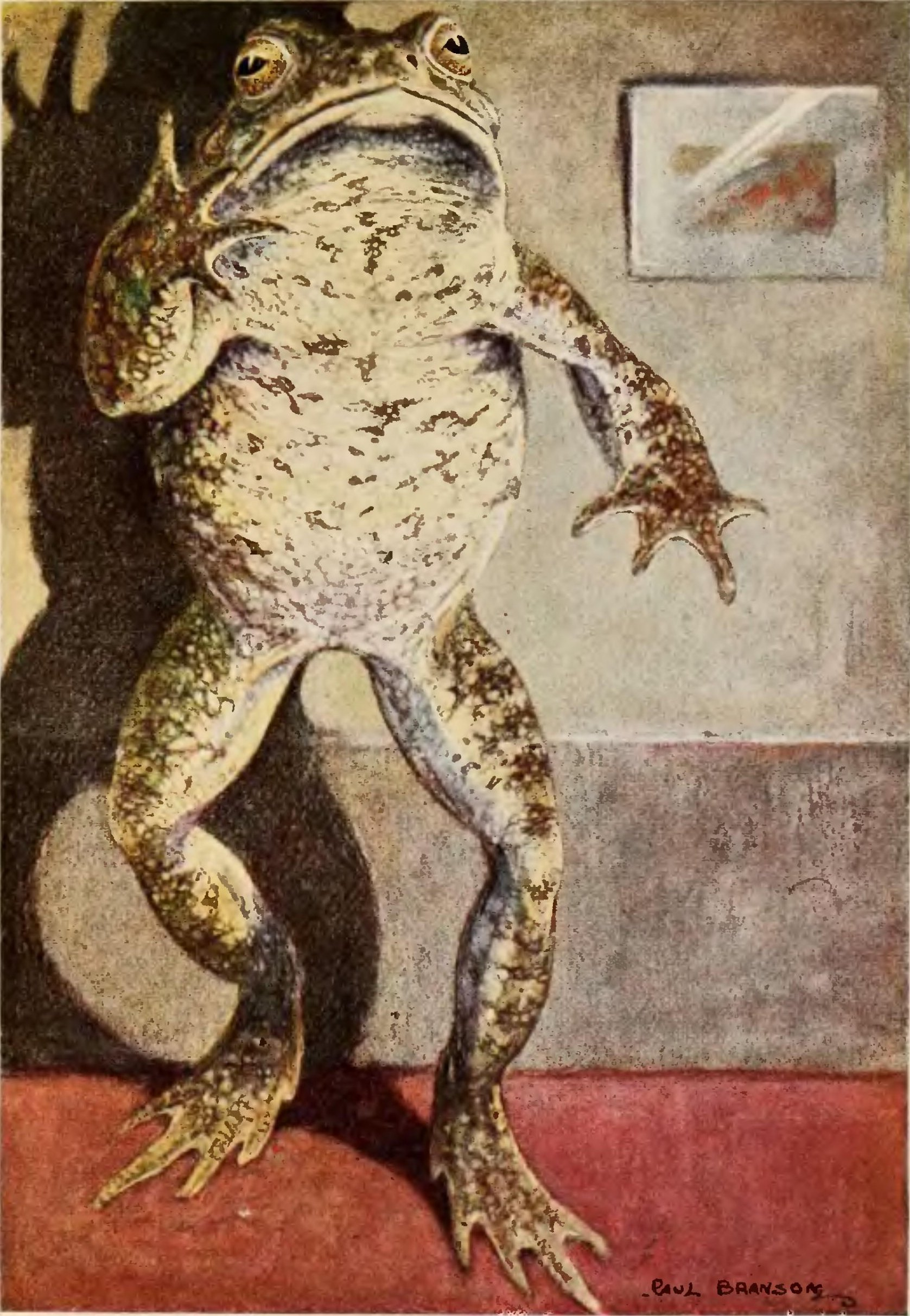
Een van de vier hoofdpersonages van De wind in de wilgen is Toad, een pad.
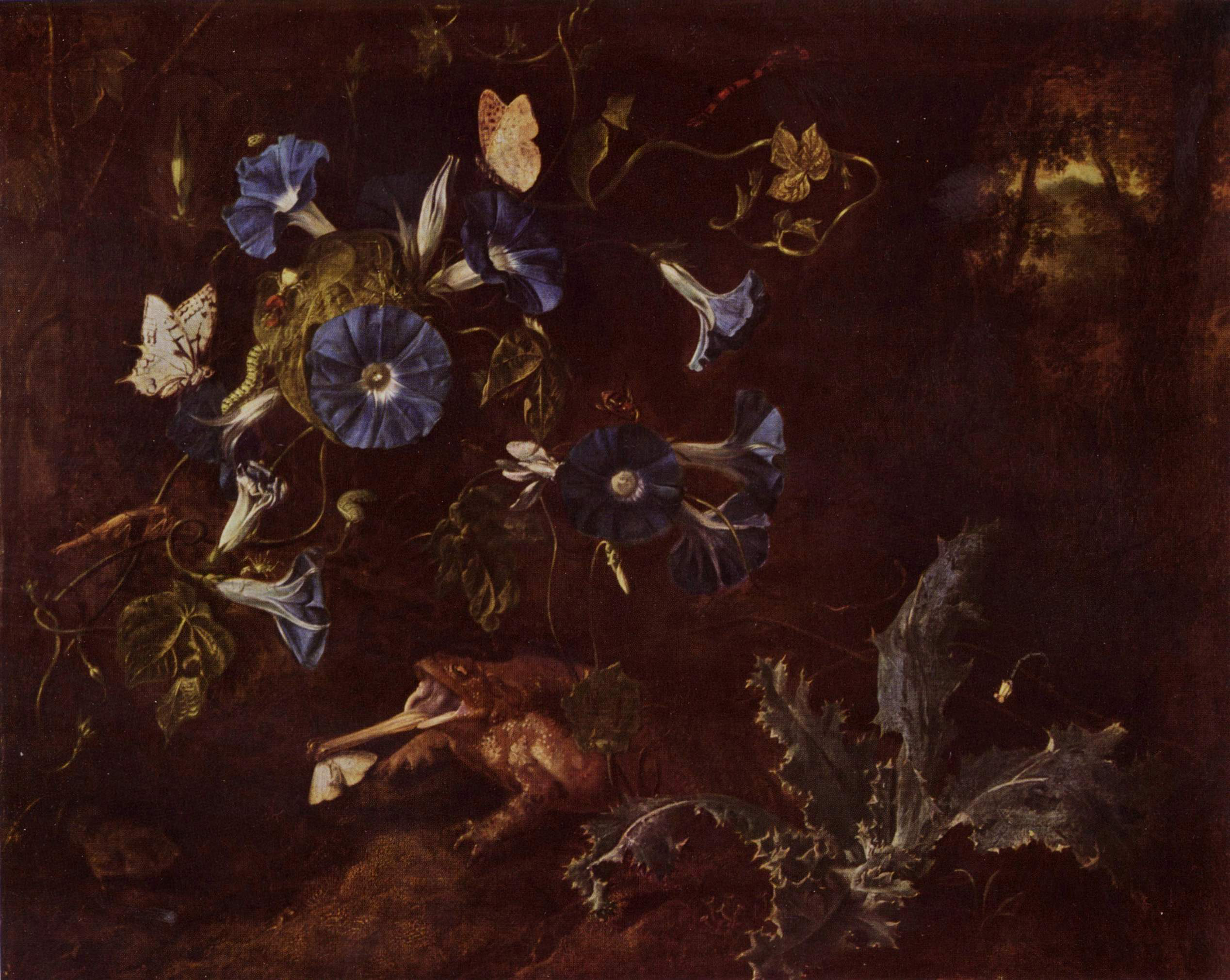
Otto Marseus van Schrieck, Blaue Winde, Kröte und Insekten (1660) toont een etende pad.